# La bohème
La bohème är en opera i fyra akter med musik av Giacomo Puccini. Libretto av Giuseppe Giacosa och Luigi Illica efter en roman av den franske författaren Henry Murger (Henri Louis Murger): Scènes de la Vie de Bohème (Vagabondliv i Paris). 

## Den litterära bakgrunden

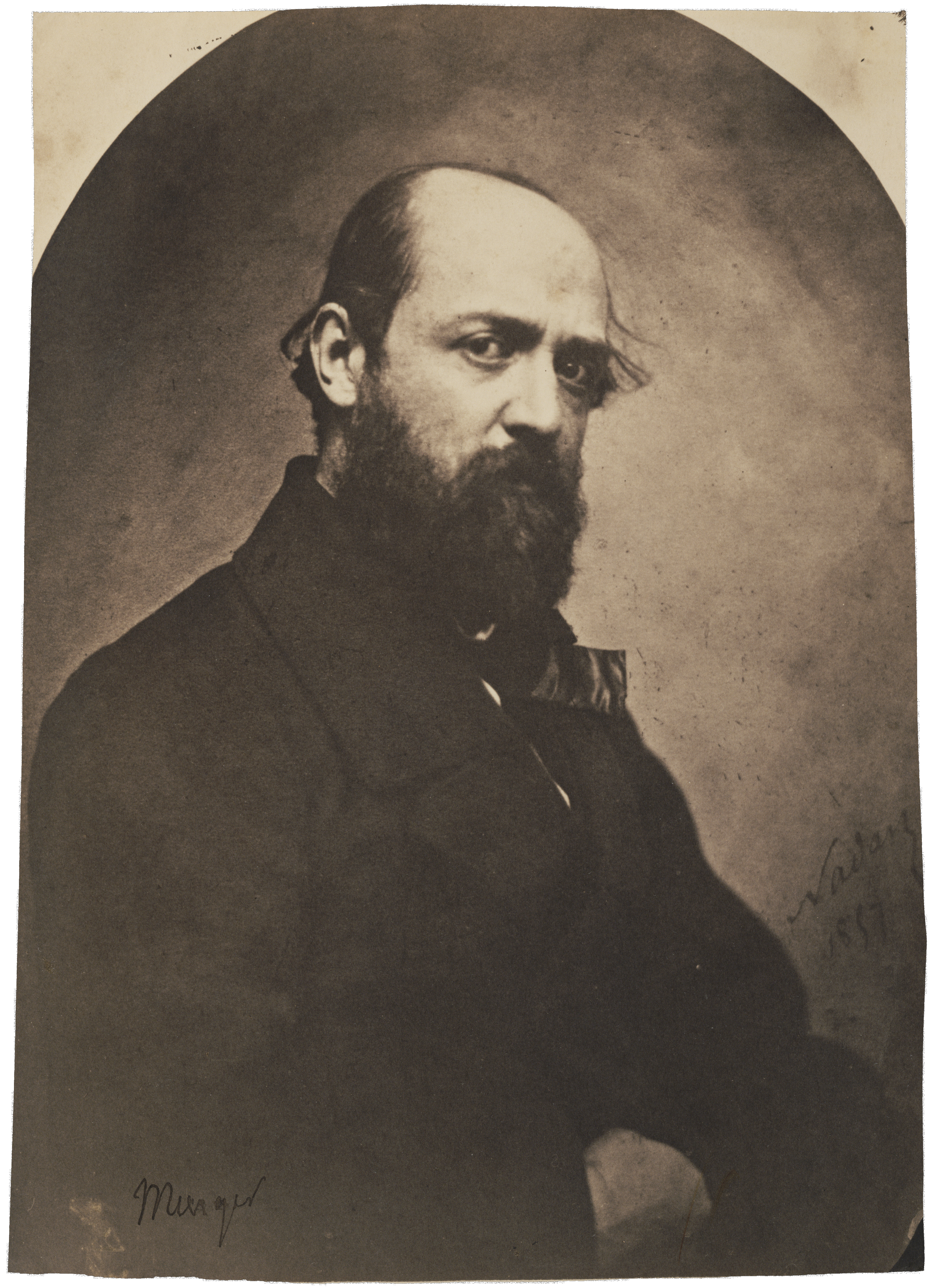
Henry Murger

Henry Murger var son till en invandrare från Savojen. Hans mest kända verk var Scènes de la vie de bohème (1847–49). Den här följetongsromanen, som 1844 började publiceras i avsnitt i tidskriften Corsaire, utgavs först 1851 i bokform med titeln La vie de Bohème (Vagabondliv i Paris). När följetongen började publiceras var författaren 22 år gammal och man anar att han har hämtat stoffet till berättelsen ur sitt eget liv. Hans romanfigurer är hämtade från studentkvarteret Quartier Latin och boken ger strålande, livfulla, groteska, muntra och rörande skildringar från konstnärs- och studentlivet på 1830-talet. Det var ett hårt och fattigt liv de inackorderade studenterna levde i Paris. Men även om de levde ur hand i mun, så hade de ändå ungdomens mod och livslust, och Murger har i sin skildring givit deras liv ett skimmer av poesi. Han upplevde själv sin ungdom i ytterst små omständigheter och fick kämpa sig fram. Men i hans diktning är det poesin och skönheten, glädjen och de festliga stunderna som dominerar.

## Historia
Som fattig musikstuderande i Milano hade Puccini levt ett bohemliv i likhet med Murger. För honom var det att skriva musiken till La Bohème ungefär detsamma som för Murger att skriva sin bok. Både upplevde på nytt sin ungdom. Operan var det första resultatet av samarbete mellan Puccini, Illica och Giacosa, som förläggaren Ricordi kallade "Den heliga treenigheten". Illica utarbetade scenariot medan Giacosa tog sig an den lyriska sidan och versifierade texten. Puccini själv hade också ett avgörande inflytande på textens utformning. Operan uruppfördes 12 februari 1896 på Teatro Regio i Turin i Italien med Arturo Toscanini som dirigent. Den hade bara måttlig succé, men tillhör numera de mest spelade operorna.
Den svenska premiären ägde rum på Stockholmsoperan den 29 november 1901 och den iscensattes åter med premiär den 7 november 1931 i en nyöversättning av Oscar Ralf, den 5 oktober 1943 och den 25 januari 1958.
Den sattes upp på Göteborgsoperan med premiär den 27 september 1998 och 2008. och på Folkoperan med premiär den 24 september 1999.
En ny uppsättning i regi av Kristofer Steen har premiär 28 februari 2013 på Norrlandsoperan. Malmö Opera satte upp operan våren 2014, i regi av Orpha Phelan.

## Puccinis och Leoncavallos versioner av operan

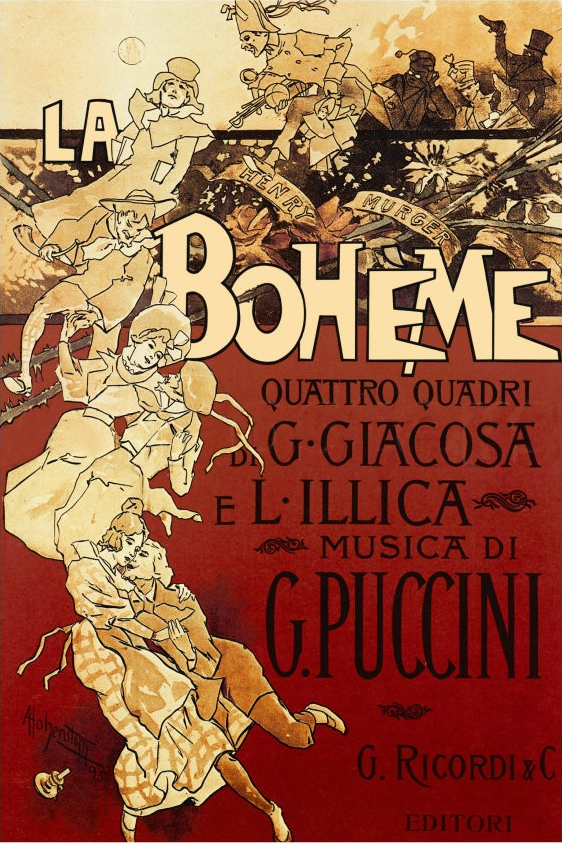
Affisch till Puccinis opera. Förstautgåvan från Ricordi undviker styckets tragiska underton. Genom de humoristiska teckningarna av rollfigurerna får man en bild av de fyra bohemernas levnadsomständigheter: Folkvimlet i Paris på julafton, den stämningsfulla, svagt upplysta vinterstadsbilden, livet på Paris gator och i mansardrummet.

Början till operan kan spåras tillbaka till 1892. Idén kom från Ruggiero Leoncavallo. Han lär rent av ha erbjudit sig att skriva librettot till Puccini. Puccini hade vid den här tiden fortfarande inte läst Murgers roman och ägnade den därför inget intresse, eftersom han var upptagen med arbetet på Manon Lescaut. Under tiden hade Leoncavallo själv fått lust att skriva en opera på temat. När det sedan i mars 1893 visade sig att Puccini trots allt ägnade sig åt stoffet, ledde det till en bitsk presspolemik och en bitter rivalitet mellan de båda tonsättarna, som kylde av deras gamla vänskap. Leoncavallo skrev en egen opera med namnet La bohème som uruppfördes på Teatro La Fenice i Venedig 1897, ett år efter Puccinis verk. Leoncavallos opera möttes till en början av stort bifall, men intresset avtog med tiden. Inte heller en omarbetad version från 1913 med den nya titeln Mimi Pinson lyckades hålla verket kvar på repertoaren. 
Den mest påfallande skillnaden mellan Leoncavallos och Puccinis Bohème är att Leoncavallo börjar berättelsen på Café Momus, medan Puccini förlägger kaféscenen till andra akten. Hos Leoncavallo finner man fler konflikter, skarpare meningsmotsättningar och en mer passionerad dialog. Leoncavallos opera står närmare verismen än Puccini, men i den senares opera framträder bohemvärldens lyricism i all dess innerlighet.

## Personer
| Rollfigur                                                                                           | Rösttyp | Rollbesättning vid urpremiären 1 februari 1896 (Dirigent: Arturo Toscanini) |
| --------------------------------------------------------------------------------------------------- | ------- | --------------------------------------------------------------------------- |
| Rodolphe, poet                                                                                      | tenor   | Evan Gorgo                                                                  |
| Mimì, sömmerska                                                                                     | sopran  | Cesira Ferrani                                                              |
| Marcello, målare                                                                                    | baryton | Tieste Wilmant                                                              |
| Schaunard, musiker                                                                                  | baryton | Antonio Pini-Corsi                                                          |
| Colline, filosof                                                                                    | bas     | Michele Mazzara                                                             |
| Musetta, sångerska                                                                                  | sopran  | Camilla Pasini                                                              |
| Benoît, hyresvärd                                                                                   | bas     | Alessandro Polonini                                                         |
| Alcindoro, stadstjänsteman                                                                          | bas     | Alessandro Polonini                                                         |
| Parpignol, leksaksförsäljare                                                                        | tenor   | Dante Zucchi                                                                |
| En tullförman                                                                                       | bas     | Felice Fogli                                                                |
| Studenter, glädjeflickor, stadsinnevånare, affärsinnehavare, gatuförsäljare, soldater, kypare, barn |         |                                                                             |

## Handling
Operan utspelar sig i konstnärskretsar i 1830-talets Paris. 

### Akt I
I ett mansardrum över Paris takåsar bor poeten Rodolfo, konstnären Marcello, musikern Schaunard och filosofen Colline. Det är julafton och de saknar pengar och ved. Marcello kan på grund av kylan inte längre hålla i penseln. Rodolfo offrar manuskriptet till ett skådespel för att kunna tända i kaminen. Colline kommer hem efter att ha försökt pantsätta några av sina böcker, men pantbanken hade redan stängt. Då dyker Schaunard upp med pengar, ved, mat och vin som han köpt för pengar som han har förtjänat hos en engelsk lord. Vännerna beslutar sig för att fira julafton på sitt stamkafé, Café Momus. Hyresvärden knackar på dörren och kräver den sedan länge förfallna hyran. De lyckas med stor möda vänligen avpollettera honom. Vännerna ger sig iväg. Rodolfo måste dock stanna kvar några minuter för att skriva färdigt en artikel. På nytt knackar någon på dörren. Det är grannflickan Mimi, som ber honom tända hennes slocknade ljus. En hostattack tvingar henne att dröja kvar en stund innan hon går. Men hon har tappat sin rumsnyckel och återvänder. Draget från dörren får ljusen att slockna. När de båda söker efter nyckeln i mörkret, berör Rodolfo flickans hand med sin ("Che gelida manina"). De blir genast förälskade i varandra ("Mi chiamano Mimi"). Från gatan ropar vännerna otåligt efter Rodolfo och paret går ned arm i arm ("O soave fanciulla".

### Akt II
I Quartier Latin råder munter julstämning. Vännerna handlar. Rodolfo köper en skär kapotthatt åt Mimi. Han presenterar sina vänner och alla samtalar om kärleken. Plötsligt dyker en elegant dam upp tillsammans med en äldre, förnäm herre. Hon är Musette, som tidigare varit Marcellos älskarinna. Hon har redan tröttnat på den gamle herr Alcindoro och försöker fånga Marcellos uppmärksamhet. Musette skickar bort Alcindoro under förevändning att hon behöver nya skor. Den gamla kärleksparet återförenas ("Quando me'n vo'"). Vännerna följer efter en vaktparad. När Alcindoro återvänder får han av kyparen två obetalda räkningar.

### Akt III
Musette och Marcelle bor på ett värdshus vid Barrière d'enfer, en av Paris stadsportar. Mimi besöker Marcello och berättar förtvivlat för honom om hur svartsjuk Rodolfo är och att hon tror att han har övergivit henne. När Rodolfo dyker upp gömmer hon sig bakom ett träd. Därigenom får hon reda på att Rodolfo inte har övergivit henne därför att han är svartsjuk, utan därför att han inte står ut med att se hur hennes tuberkulos förvärras alltmer på grund av fukten i hans kalla mansardrum. Mimi ger sig till känna och faller i Rodolfos famn. De tar därefter avsked av varandra. En svartsjukescen utspelas mellan Musette och Marcello, och de skils åt i vredesmod.

### Akt IV
Rodolfo och Marcello har återvänt till mansardrummet och arbetar medan de förgäves försöker glömma sina älskade ("O Mimì, tu più non torni"). Colline och Schaunard dyker upp med bröd och sill, som vännerna avnjuter medan de låtsas vara på en stor bankett. De dansar och skämtar. Schaunard och Colline duellerar med kolskyffel och eldtång. Plötsligt dyker Musette upp tillsammans med den dödssjuka Mimi, som vill träffa sin älskade en sista gång. Man bäddar ned den sjuka flickan. Musette går ut för att köpa en muff åt Mimi, Marcello går ut för att köpa medicin och hämta en läkare medan Colline går till pantbanken med sin överrock för att skaffa pengar. Rodolfo och Mimi lämnas ensamma och drar sig till minnes den första kvällen de träffades. De andra återvänder. Mimi gläder sig åt muffen, som hon tror är en gåva från Rodolfo, och somnar sedan in. Marcello kommer med medicinen, som Musette gör i ordning. Då upptäcker Schaunard att Mimi är död. Rodolfo bryter gråtande samman vid sin älskades livlösa kropp.
Rockmusikalen Rent är en modern tolkning av La bohème.

## La bohème från uppsättningen på Metropolitan Opera i april 2014

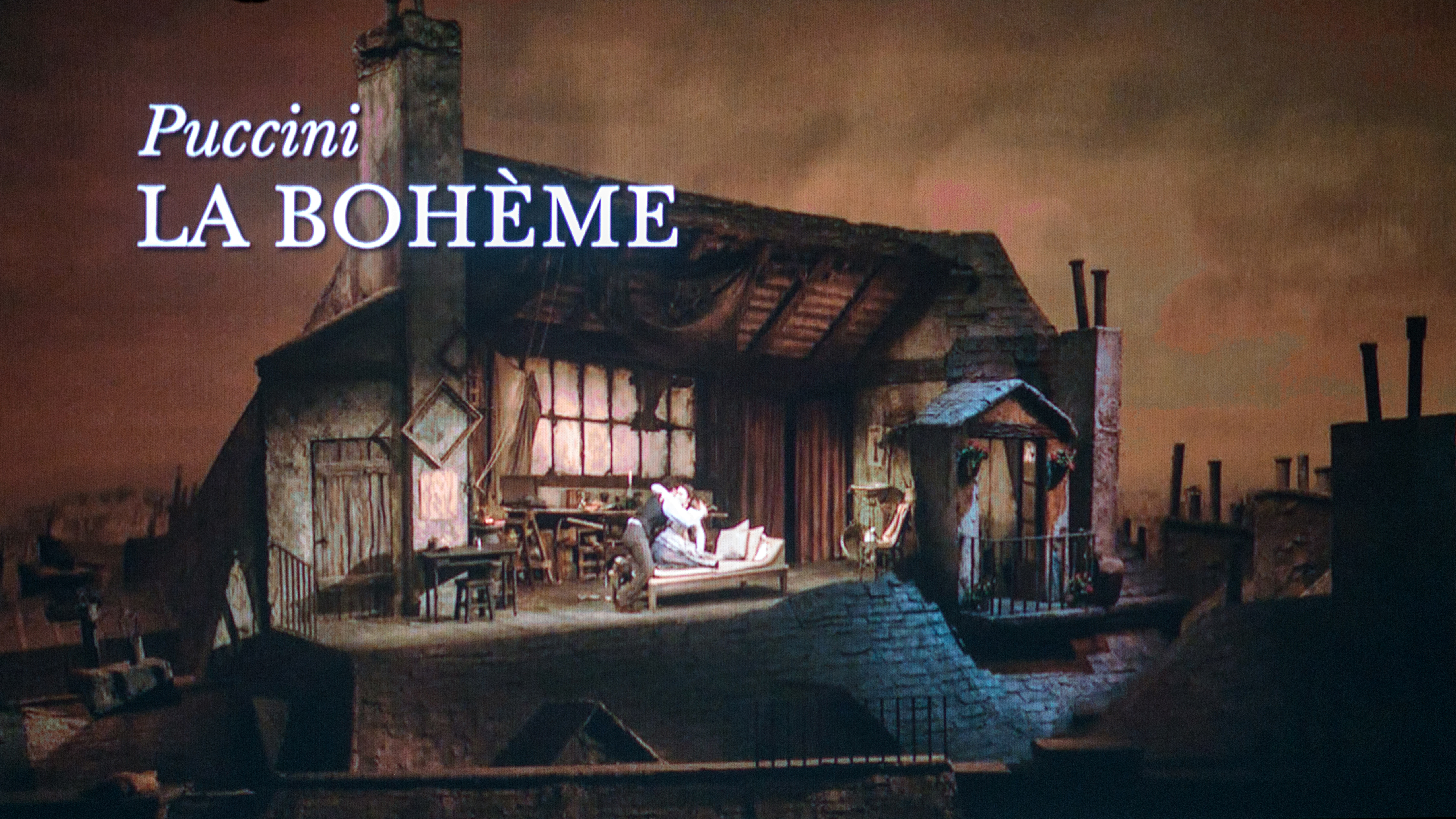
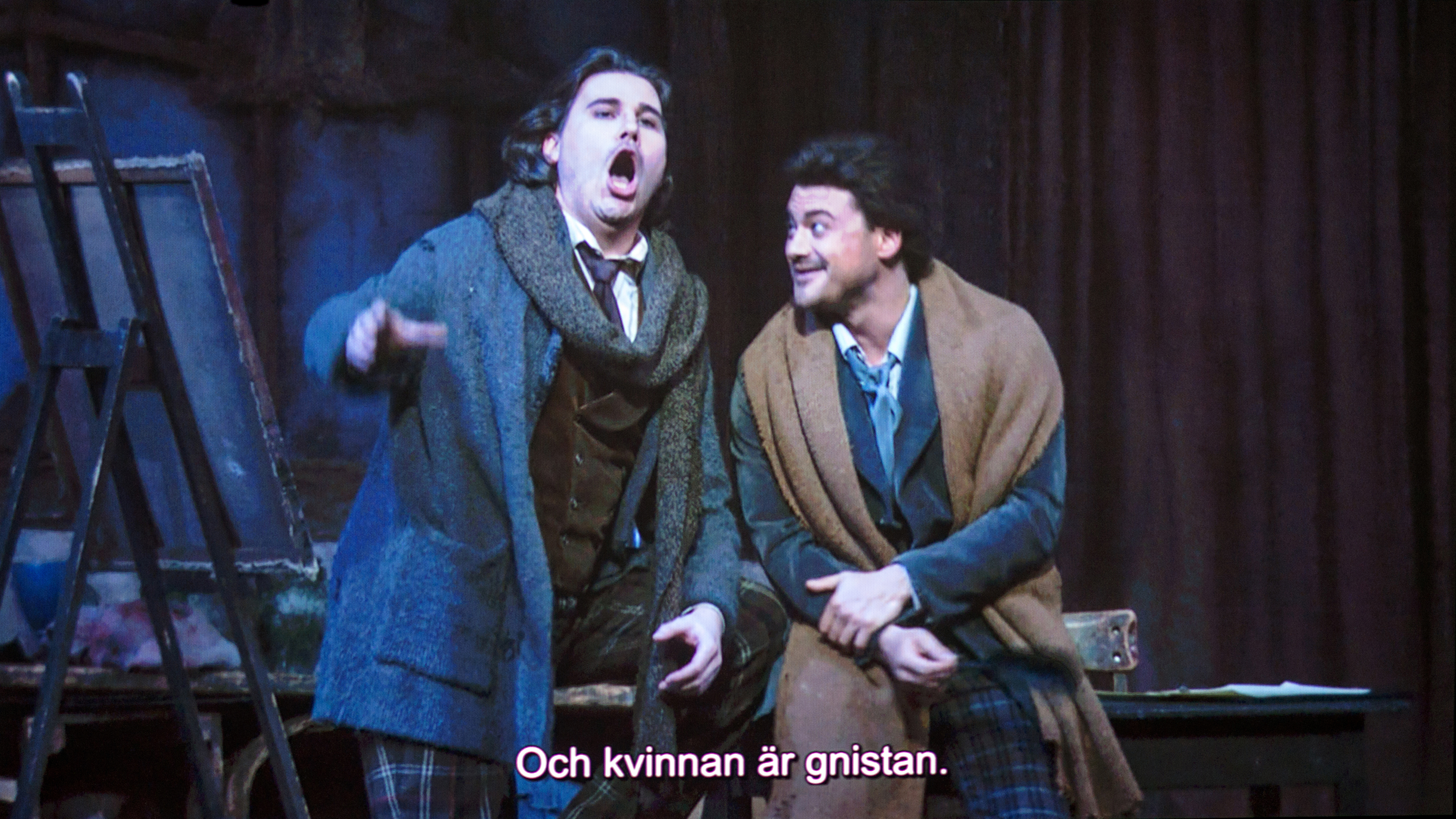
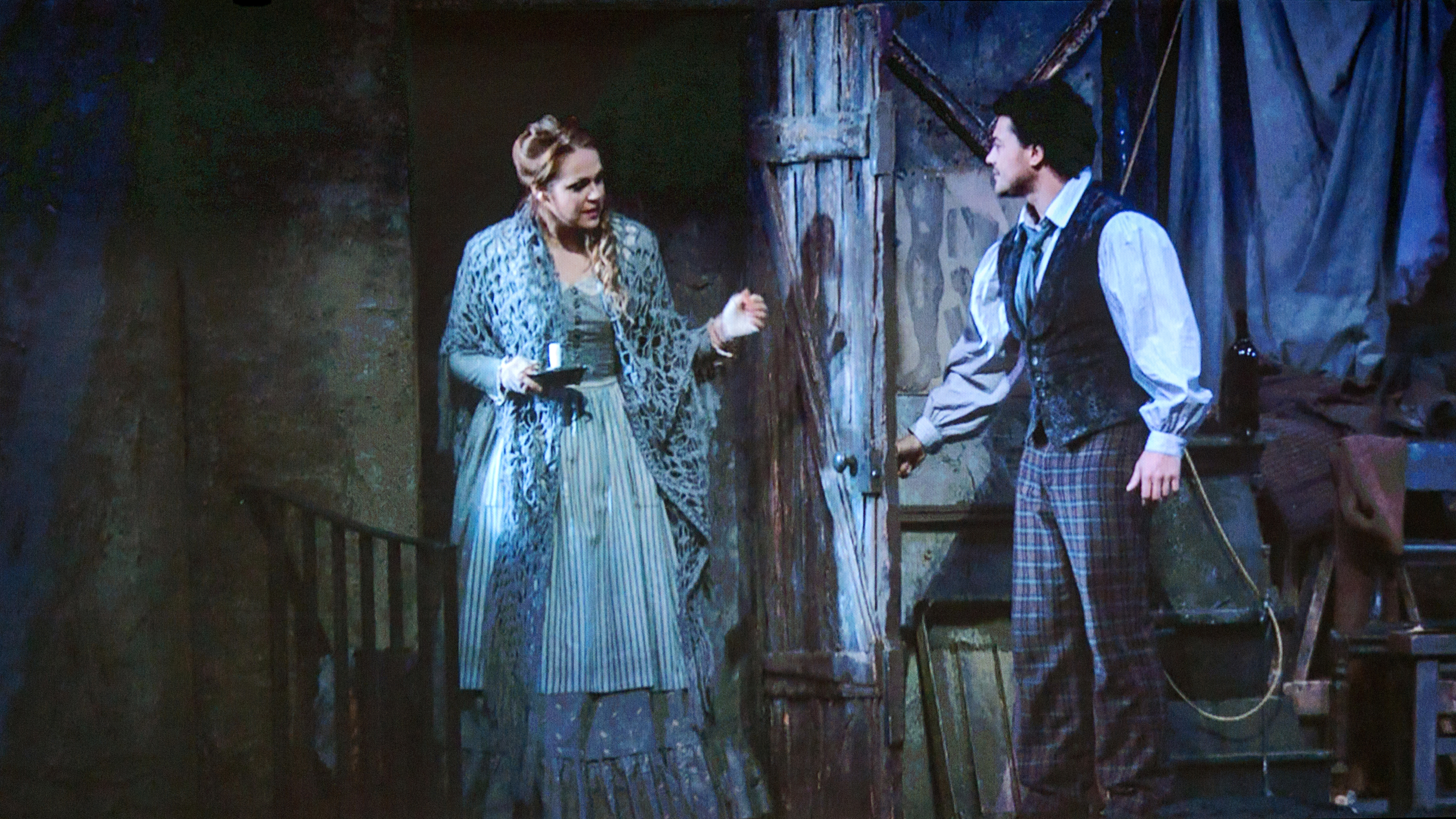
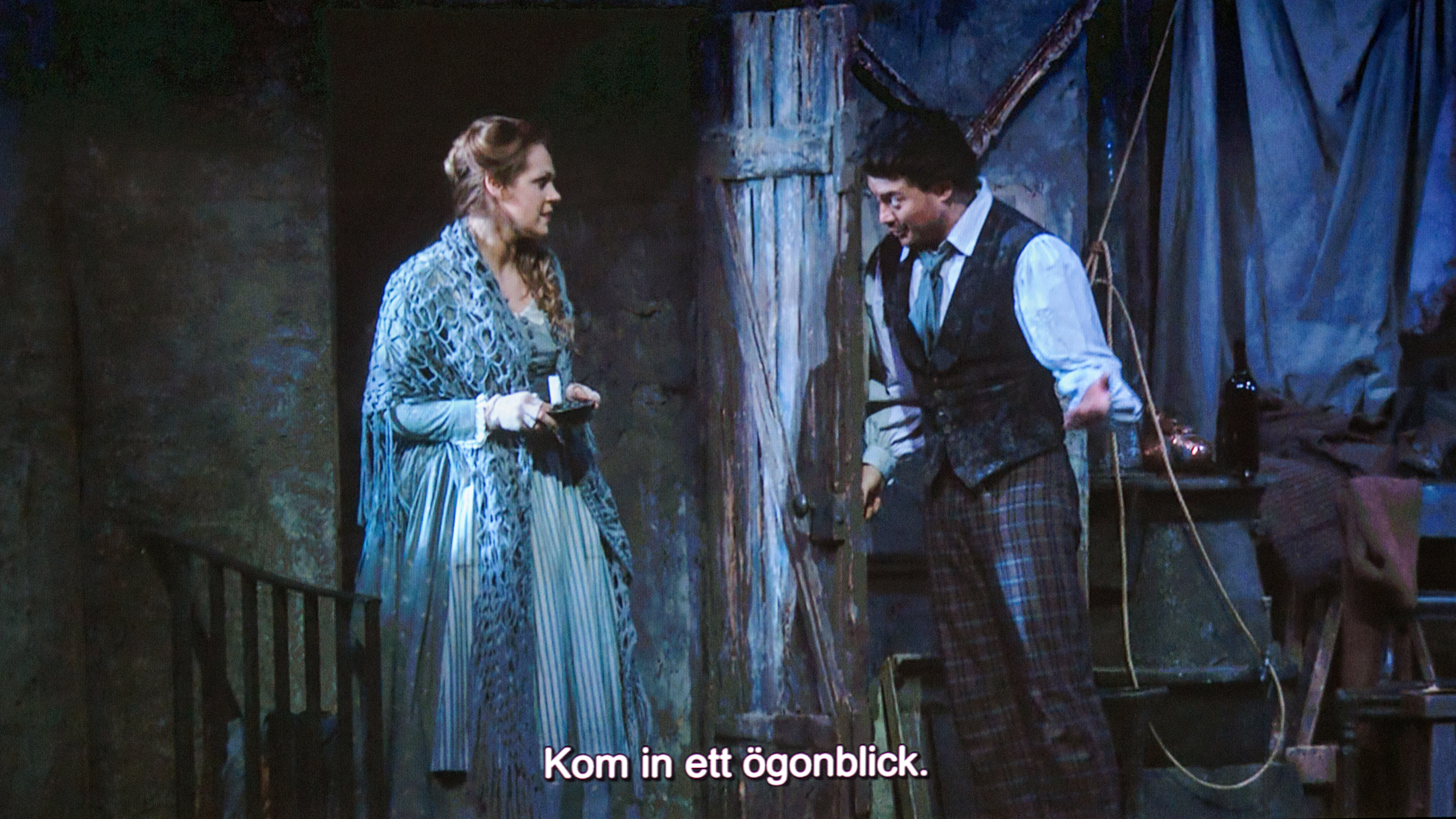
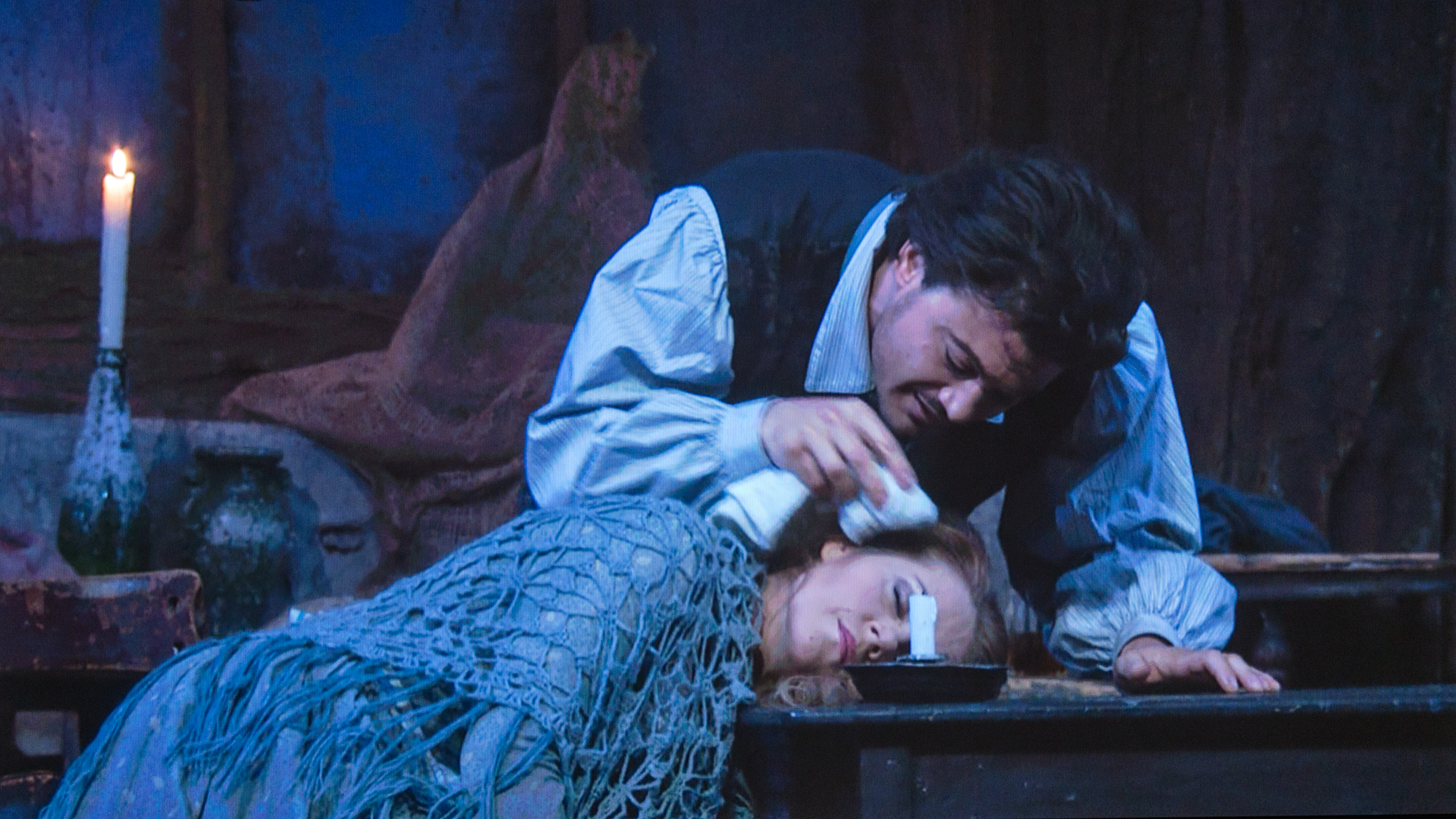
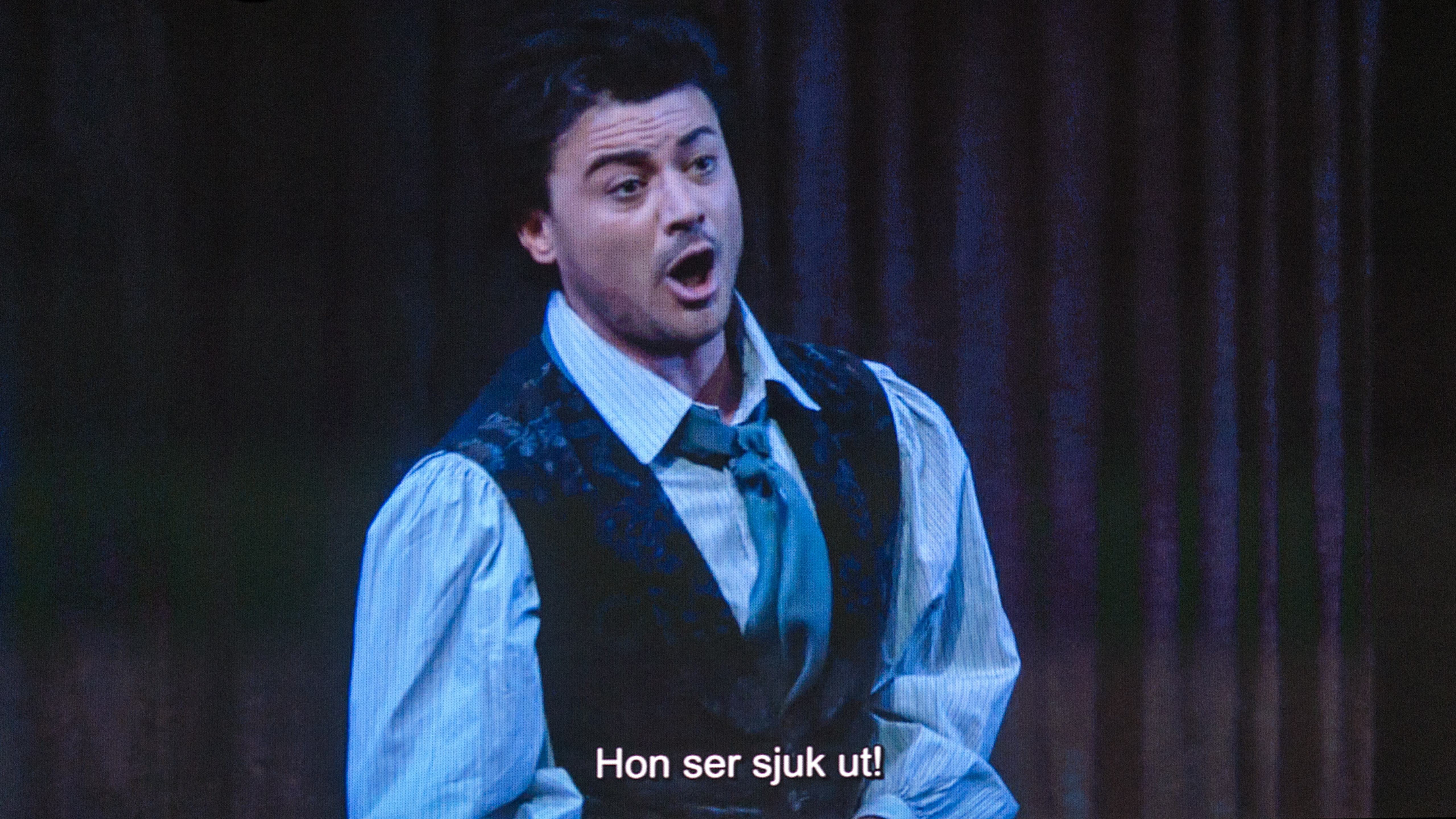
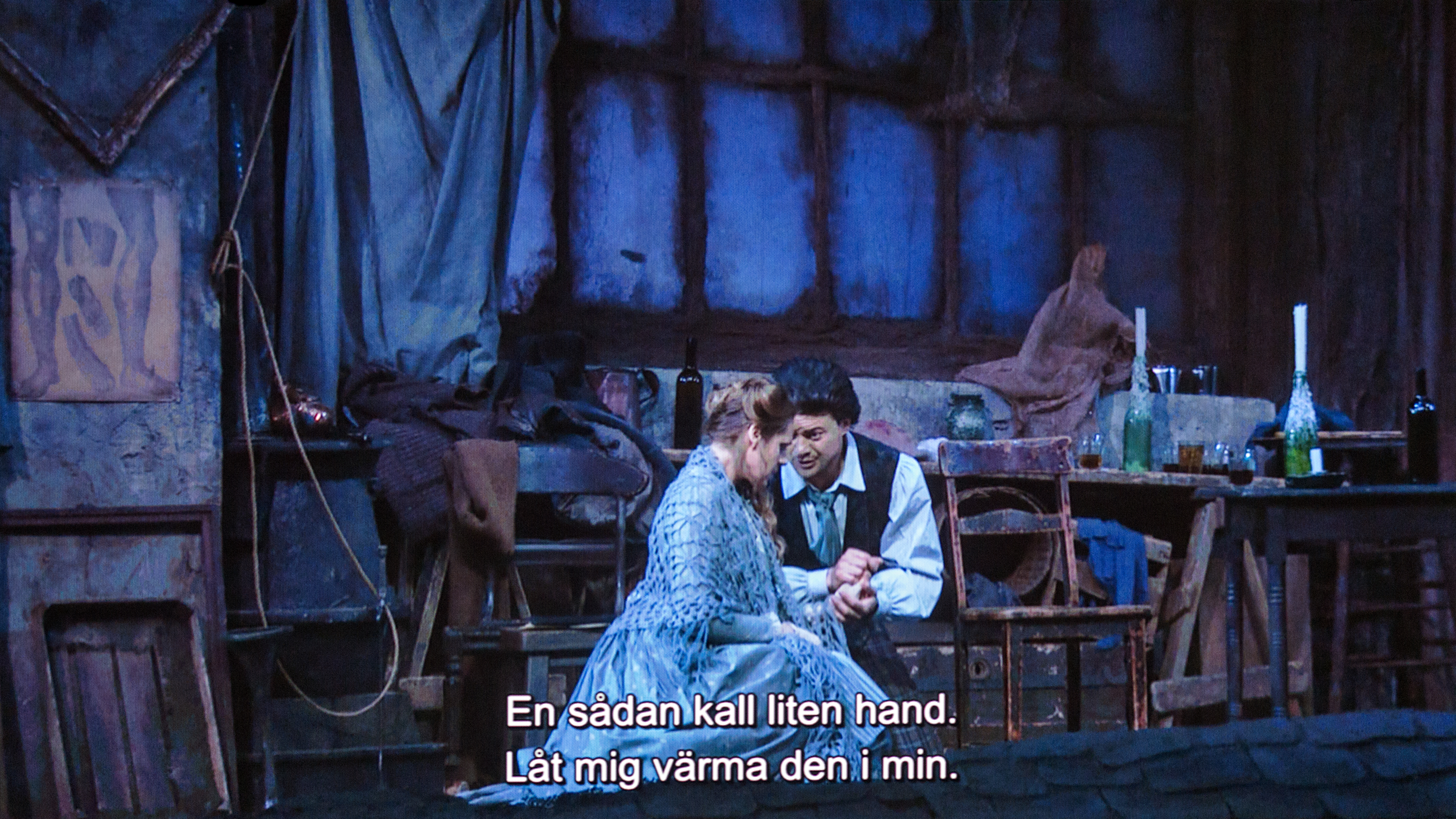
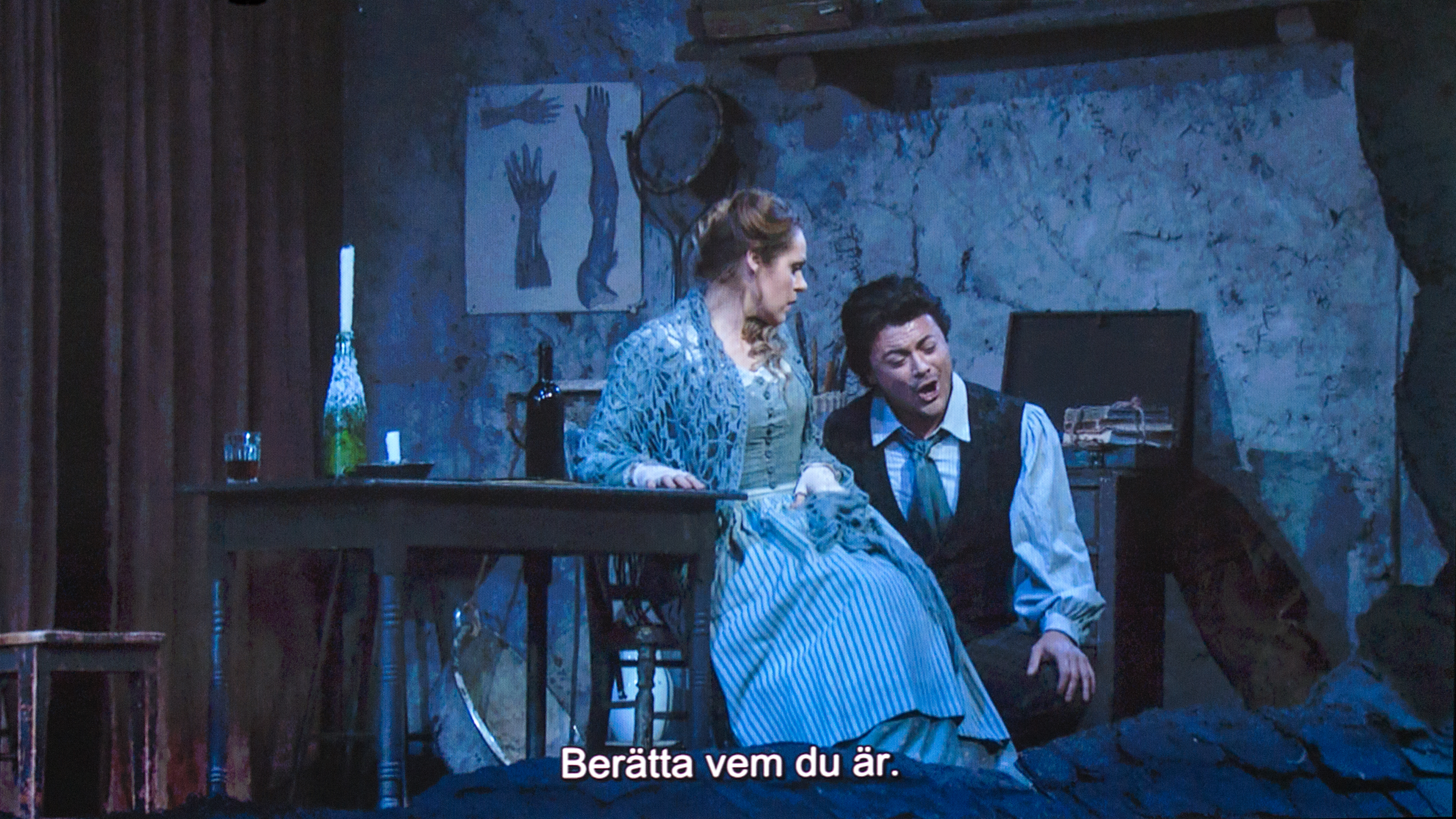
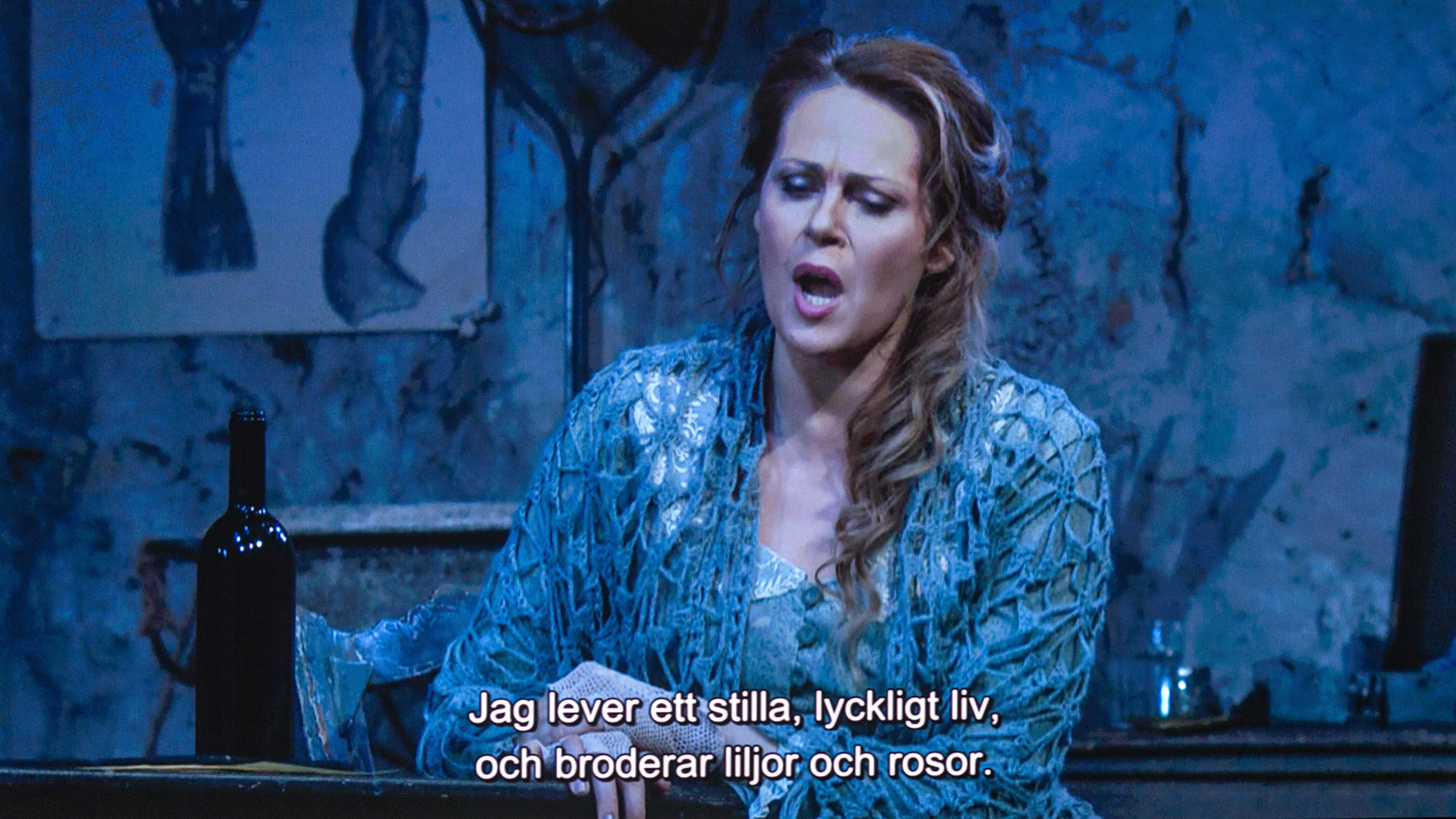
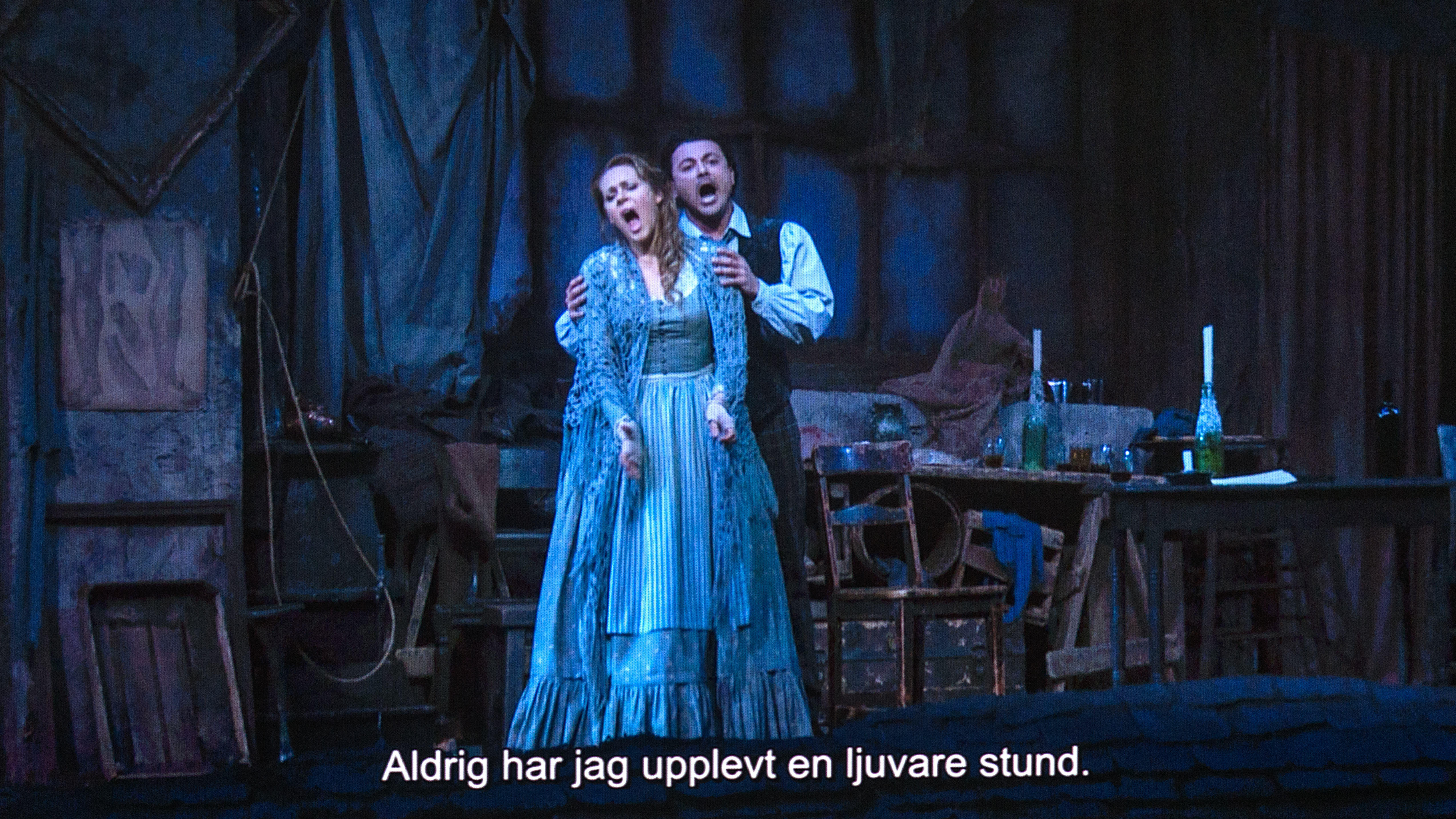
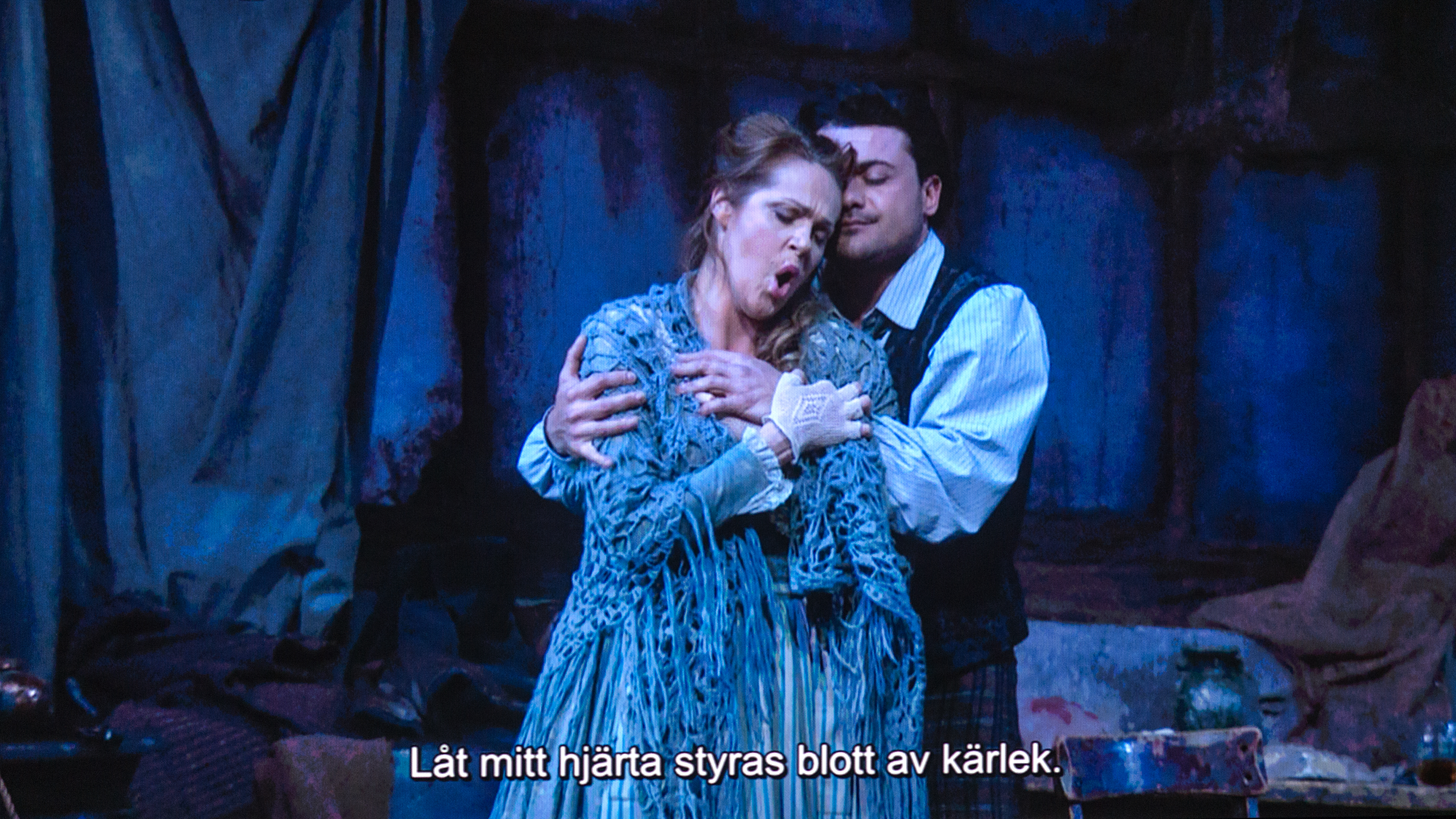
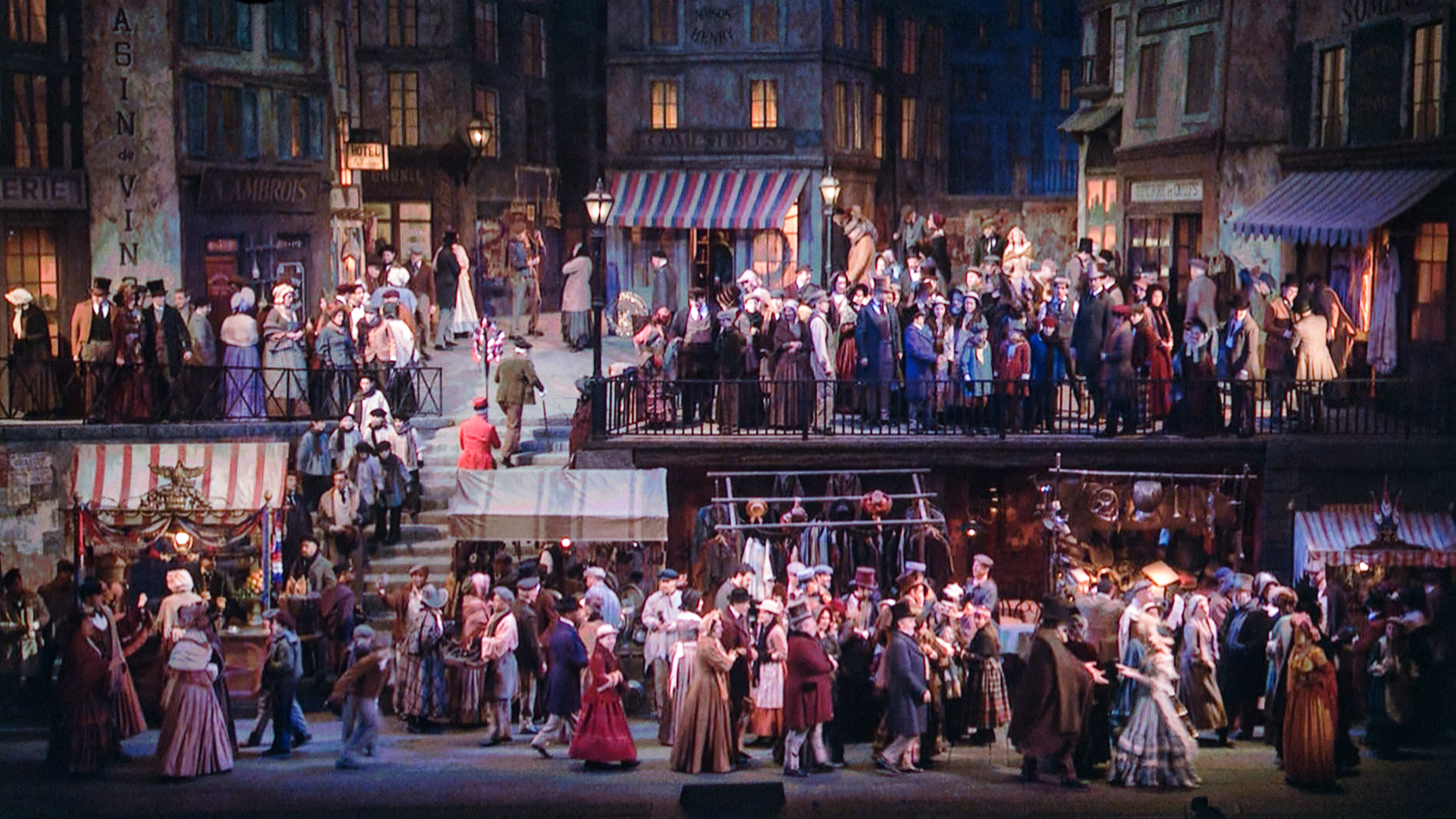
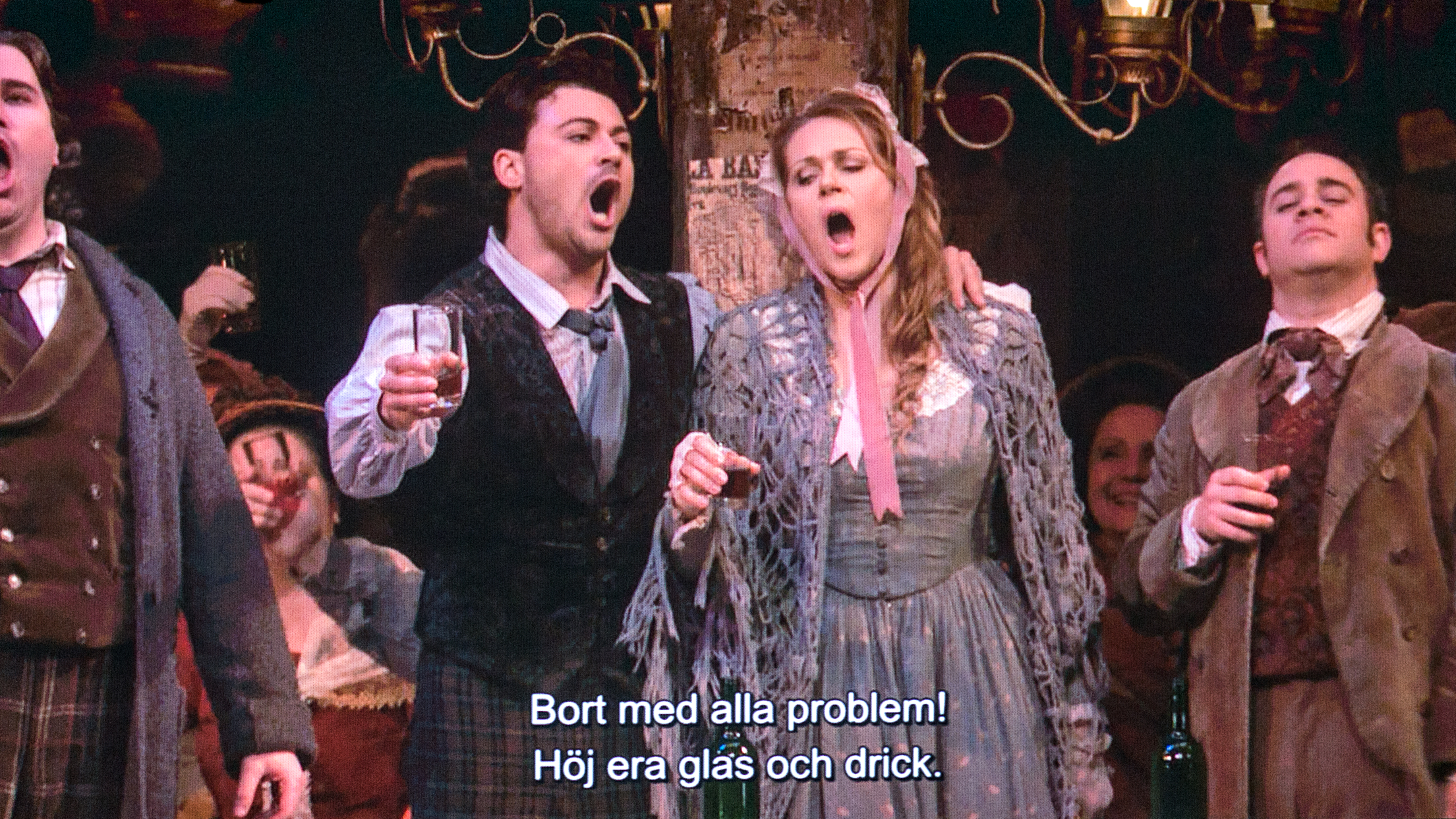
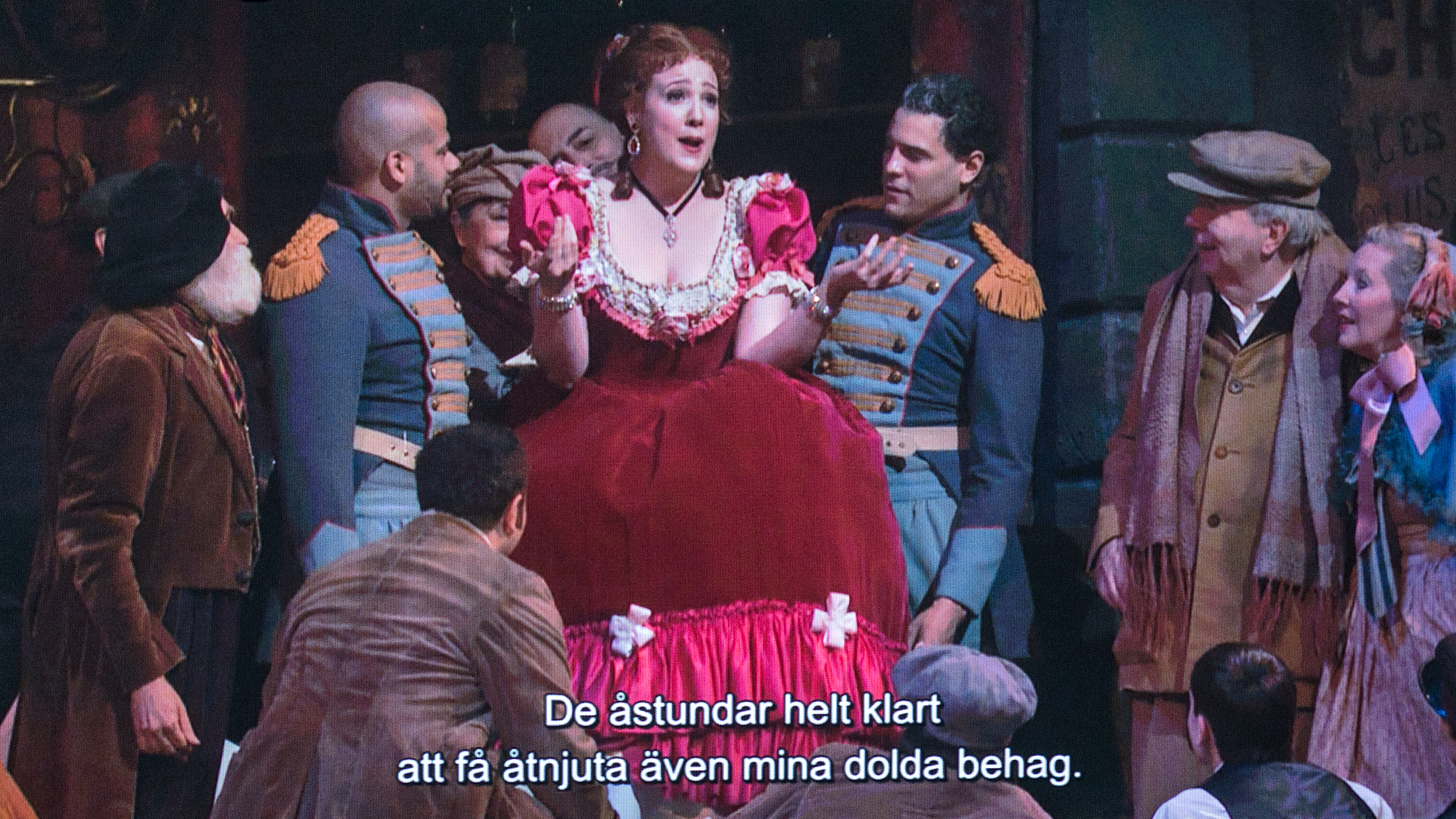
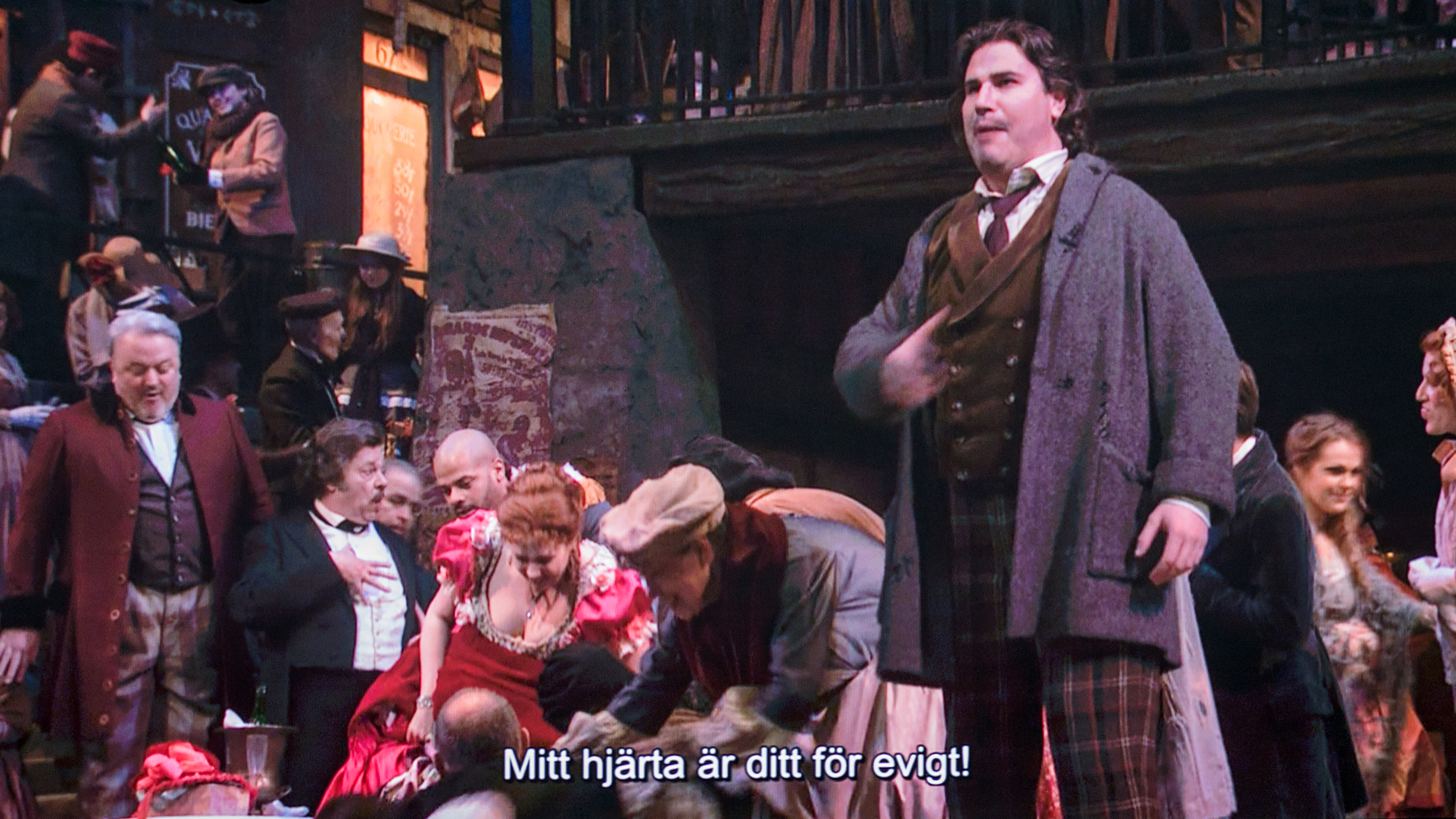
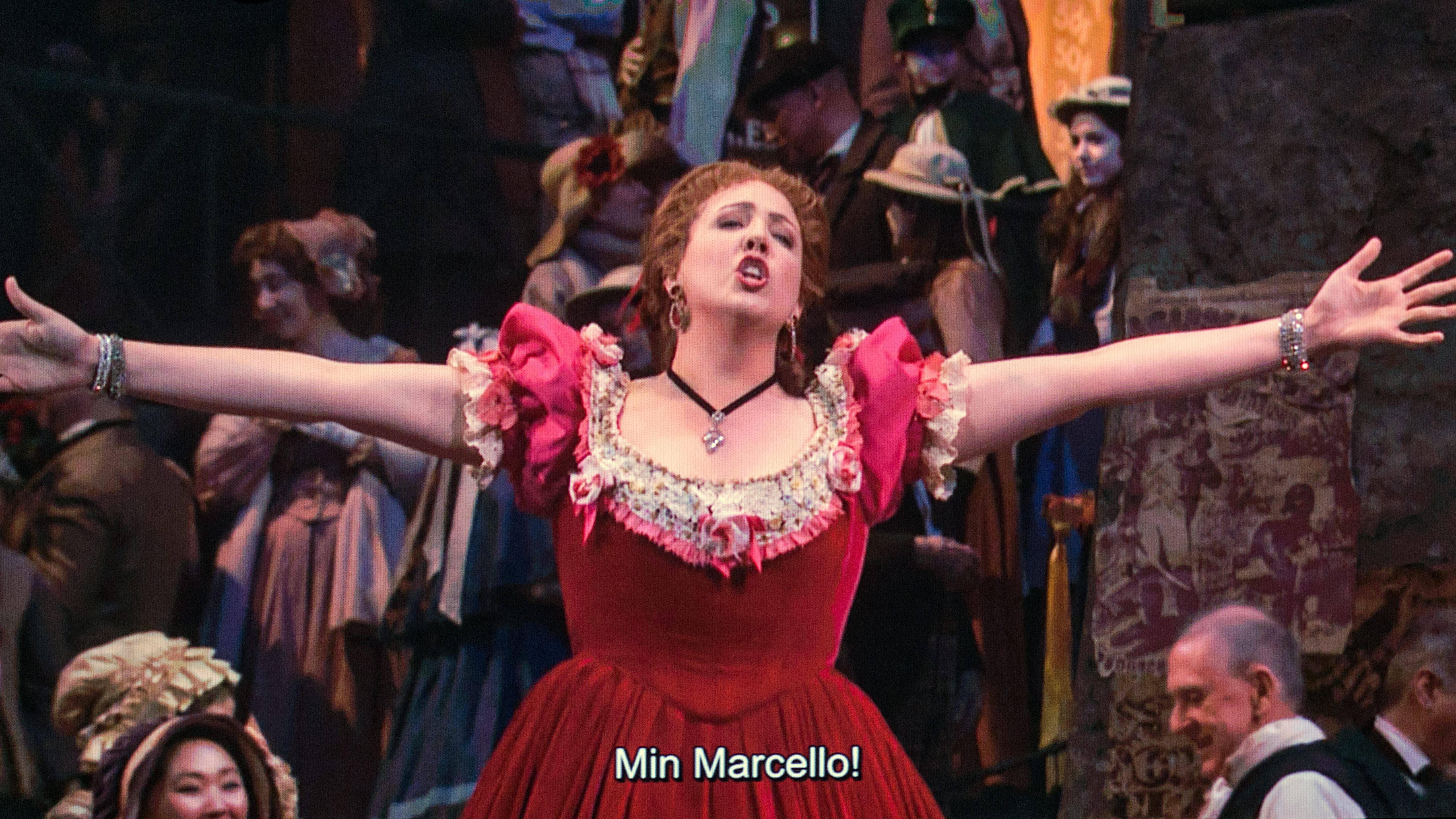
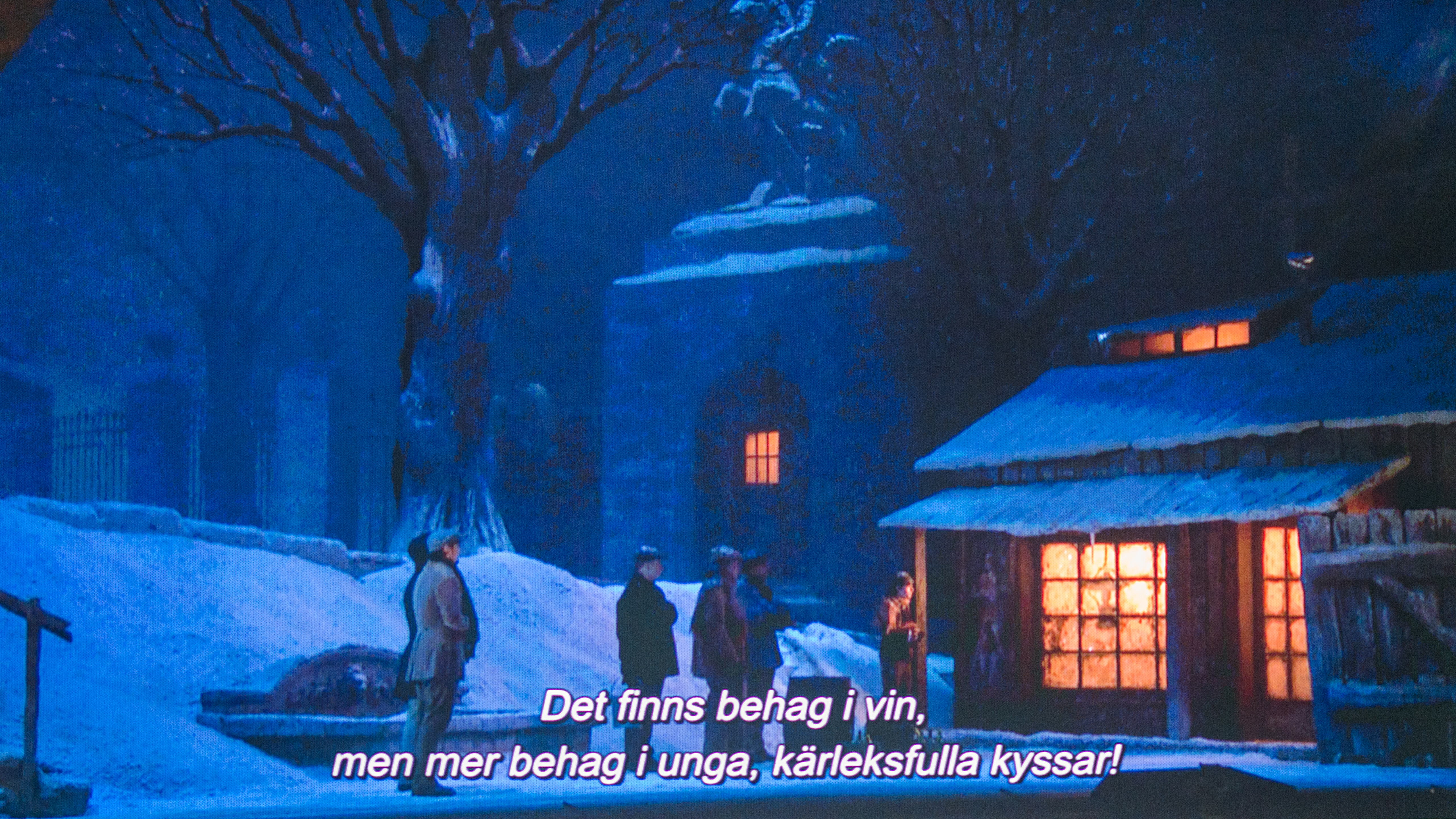
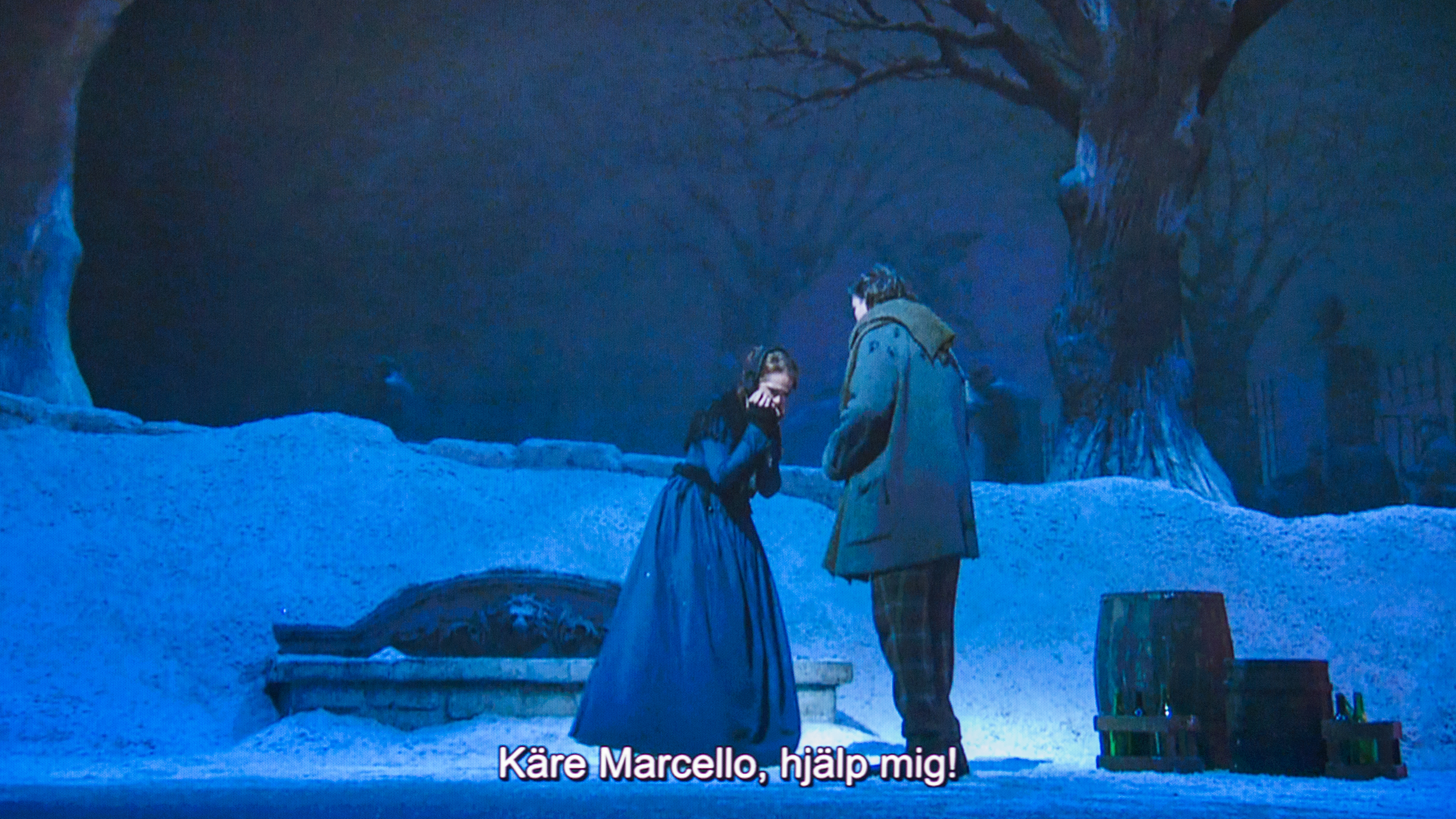
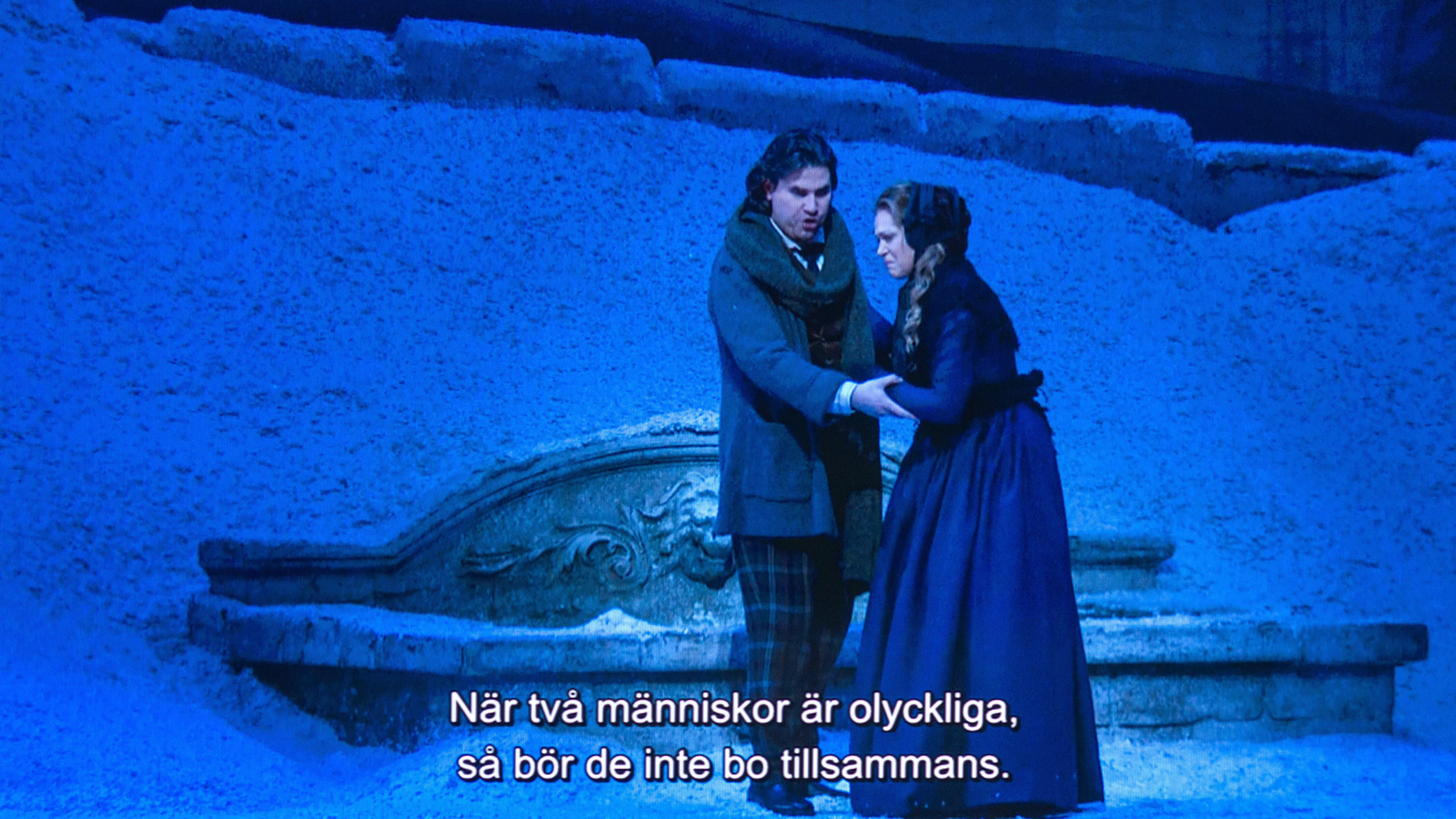
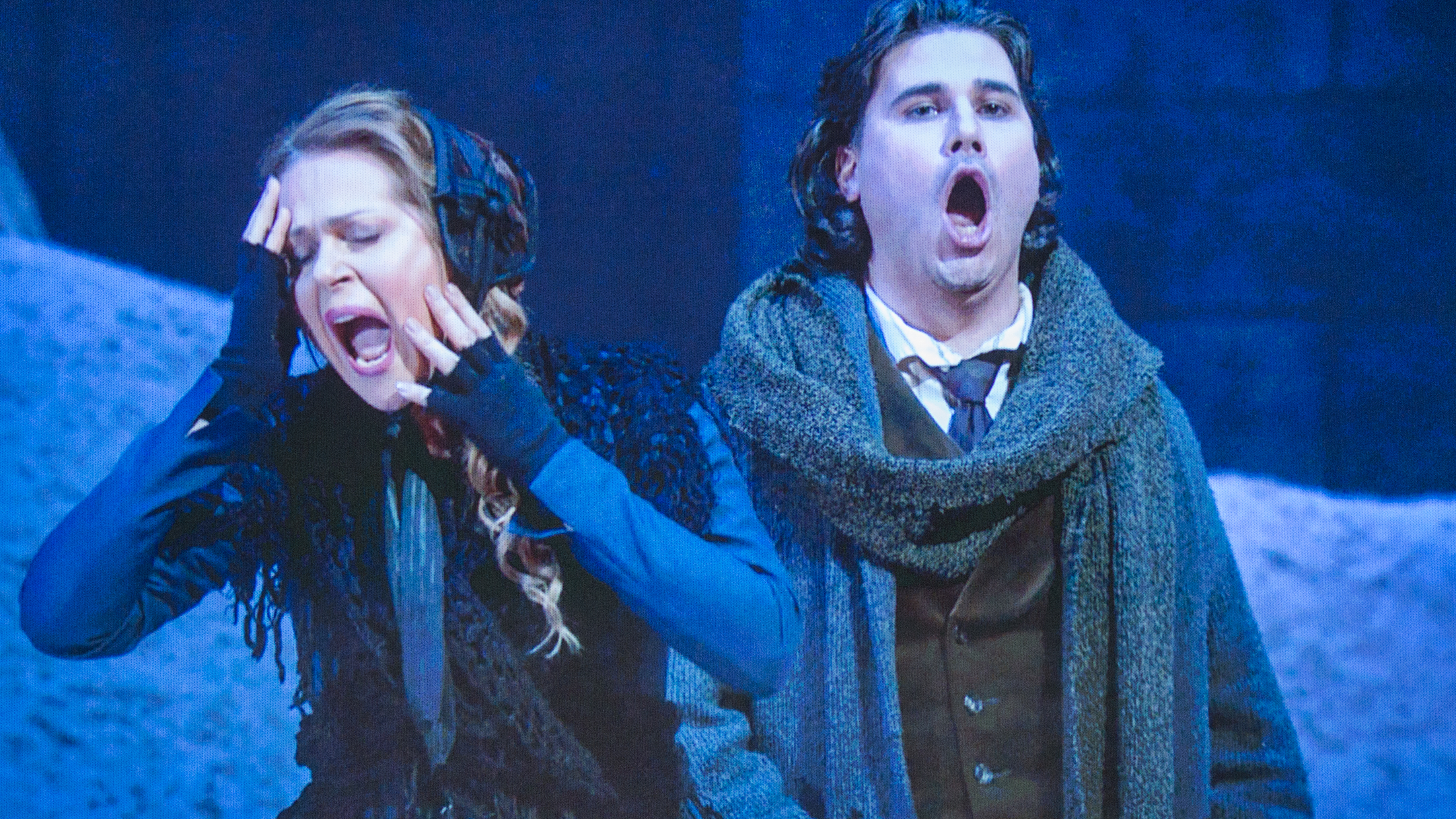
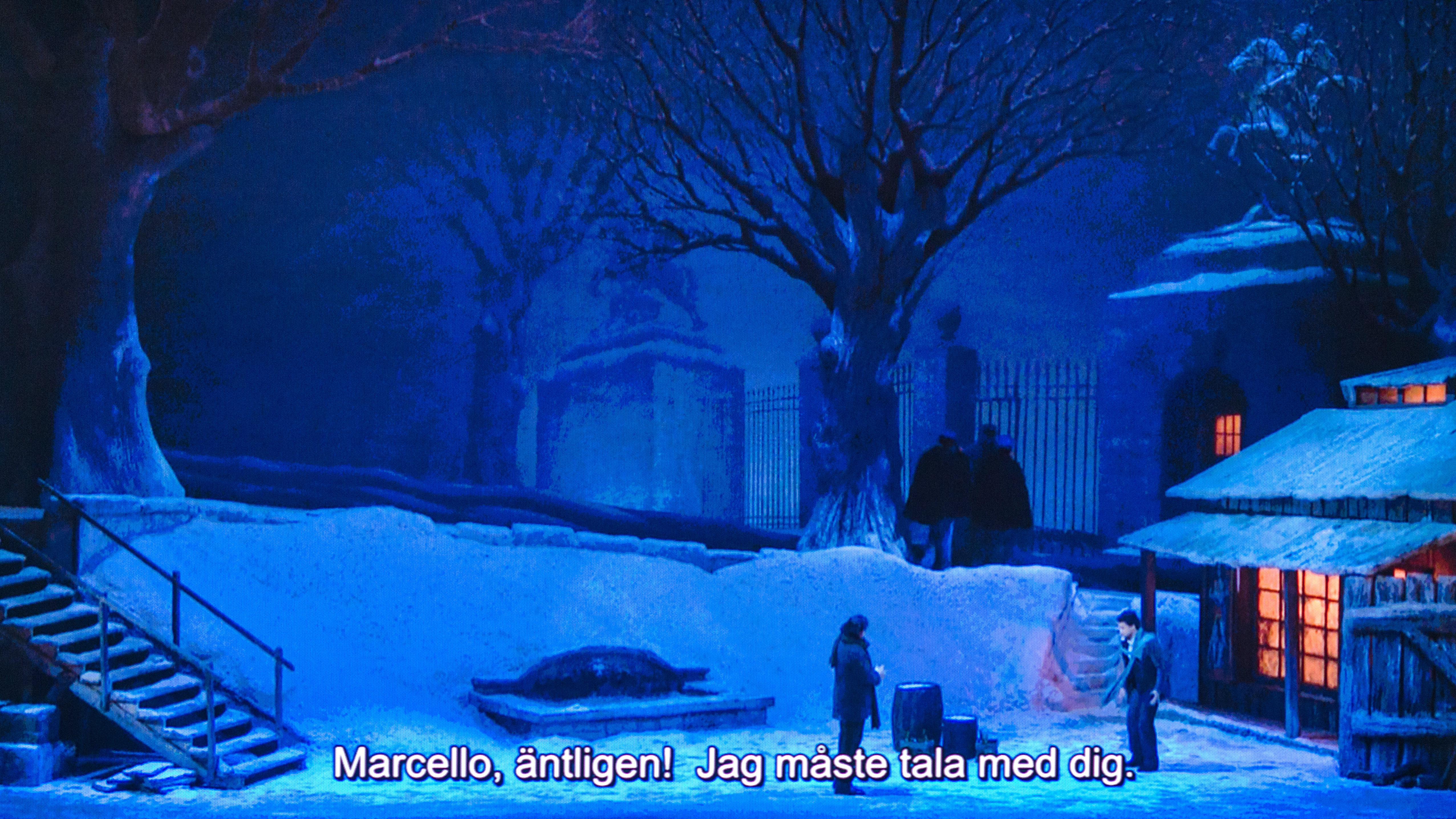
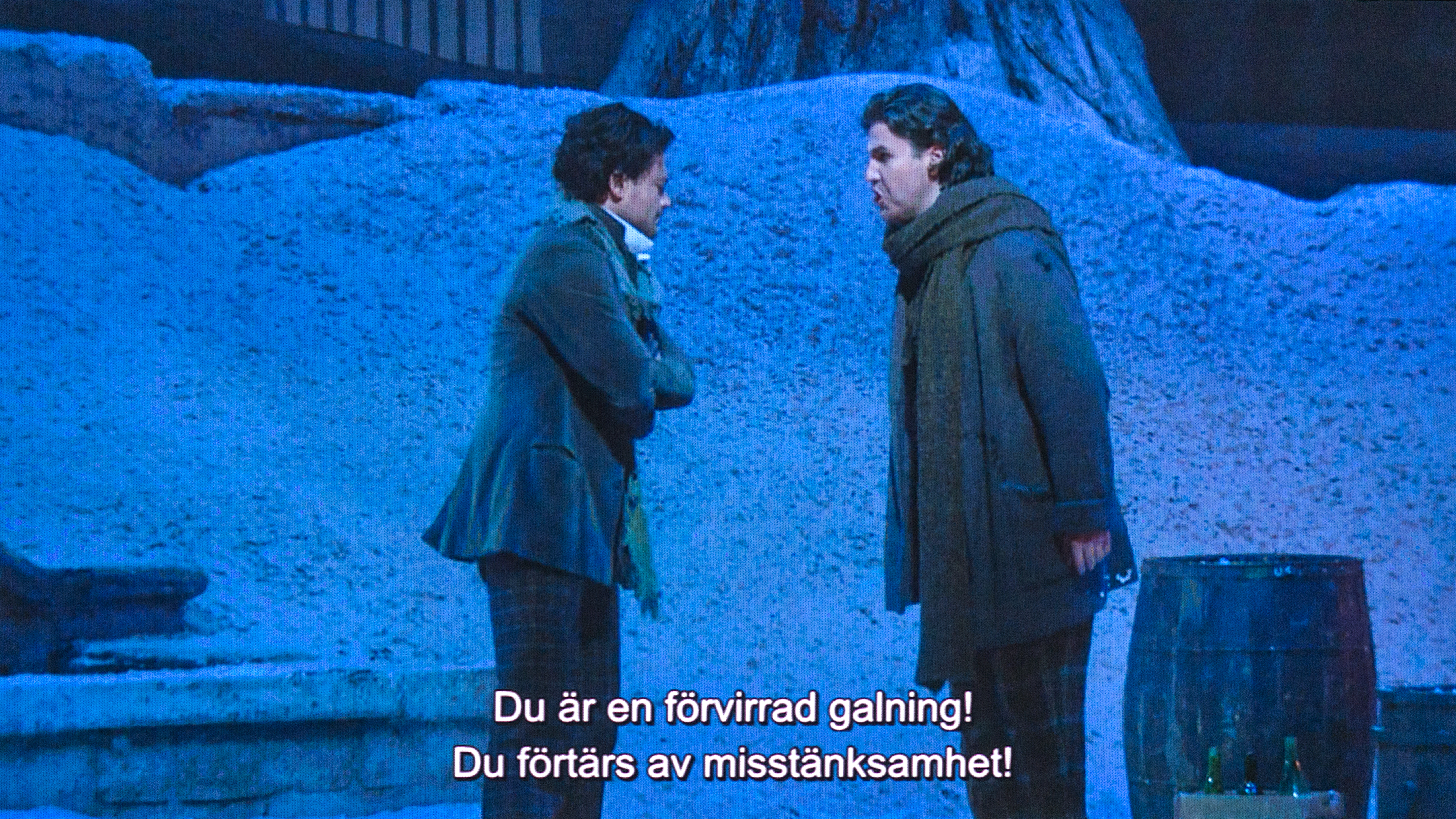
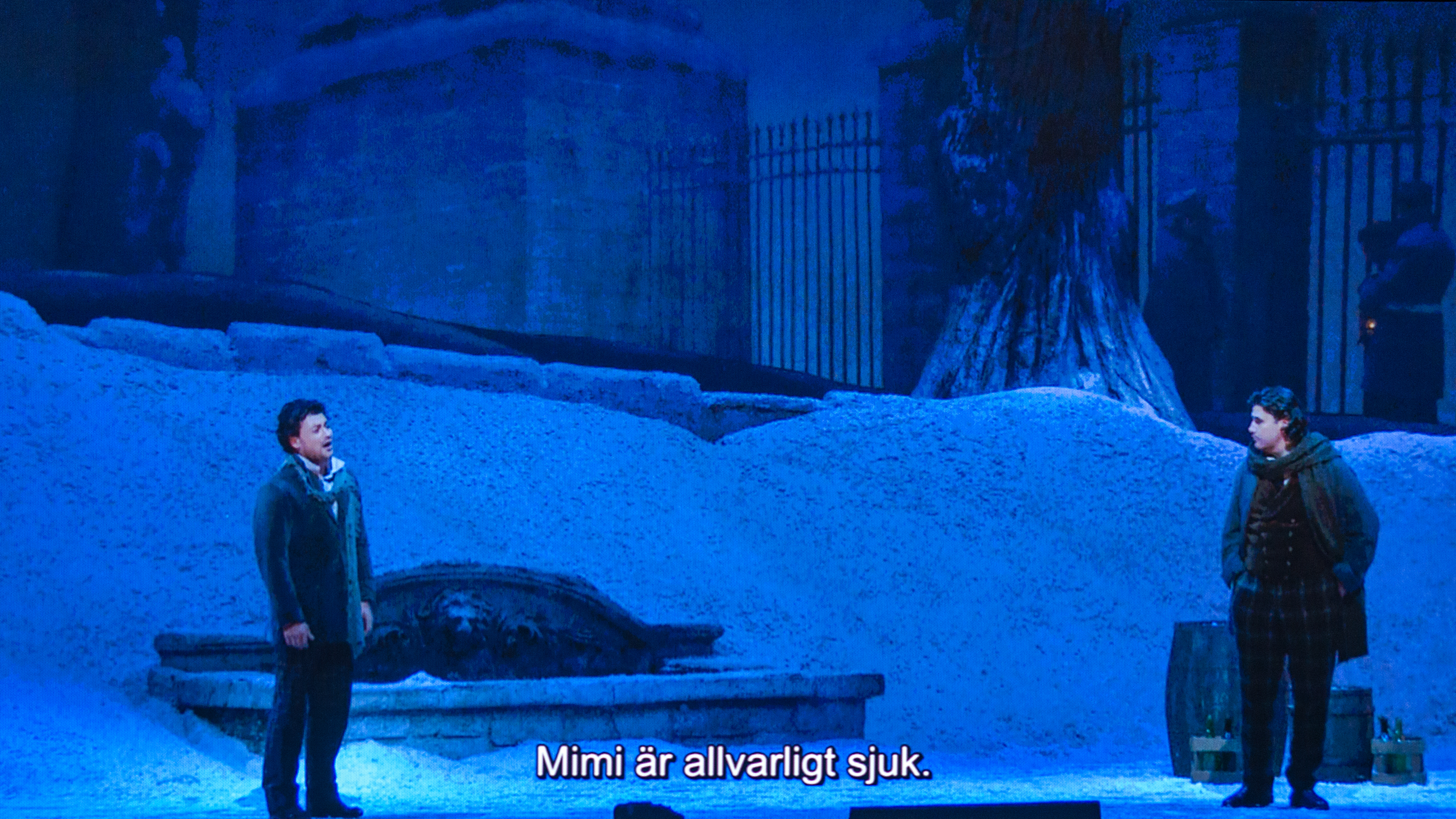
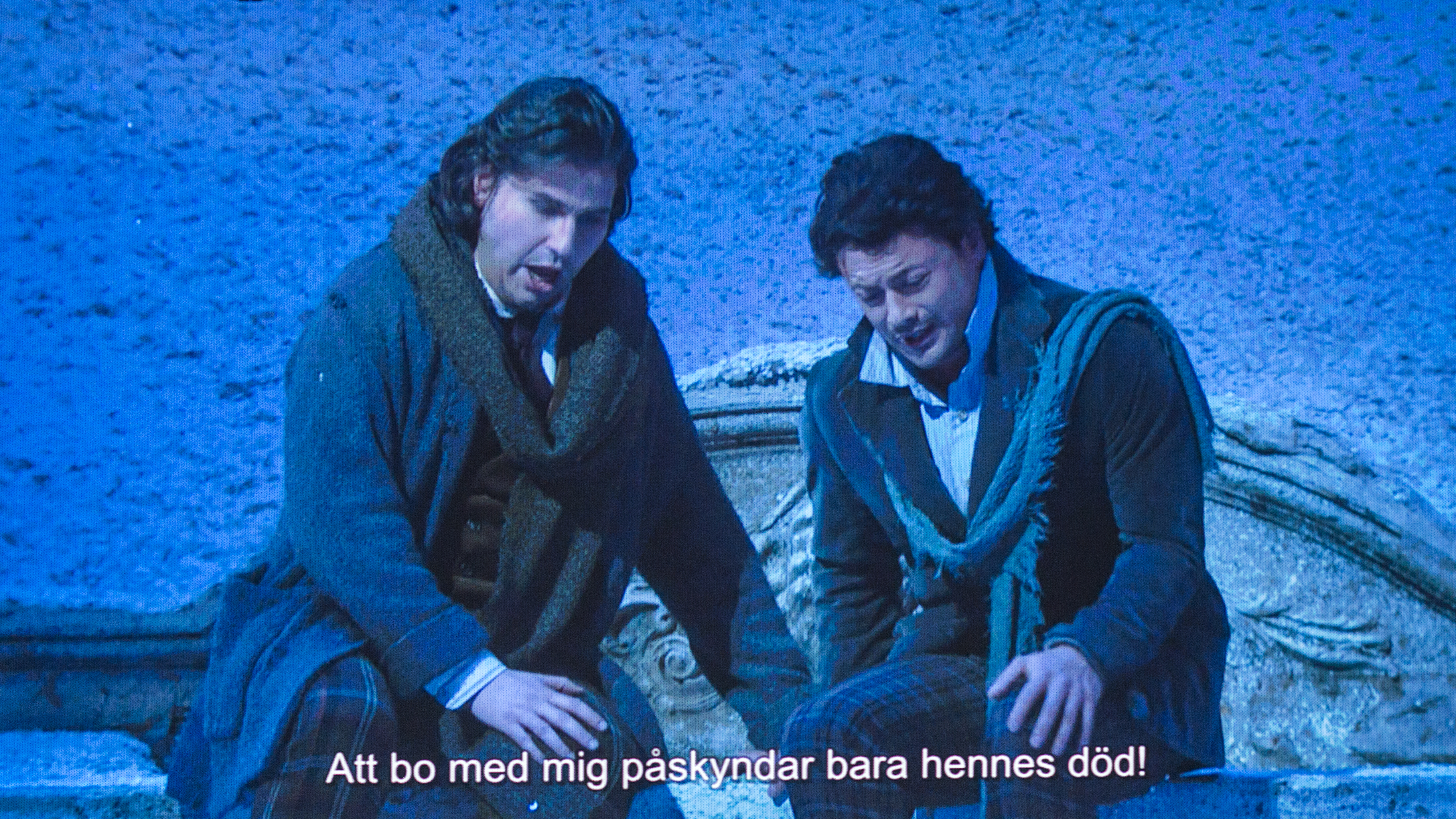
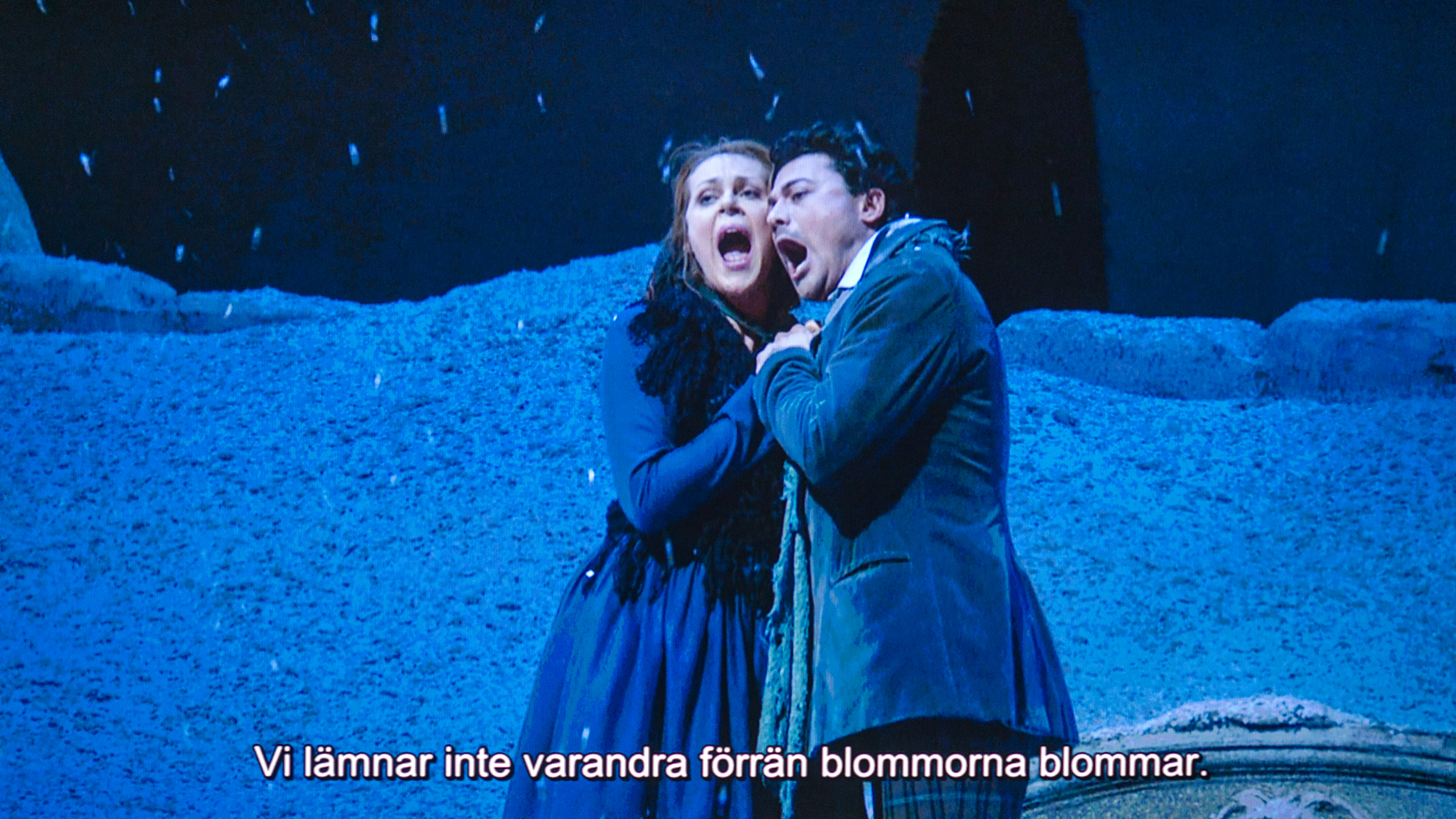
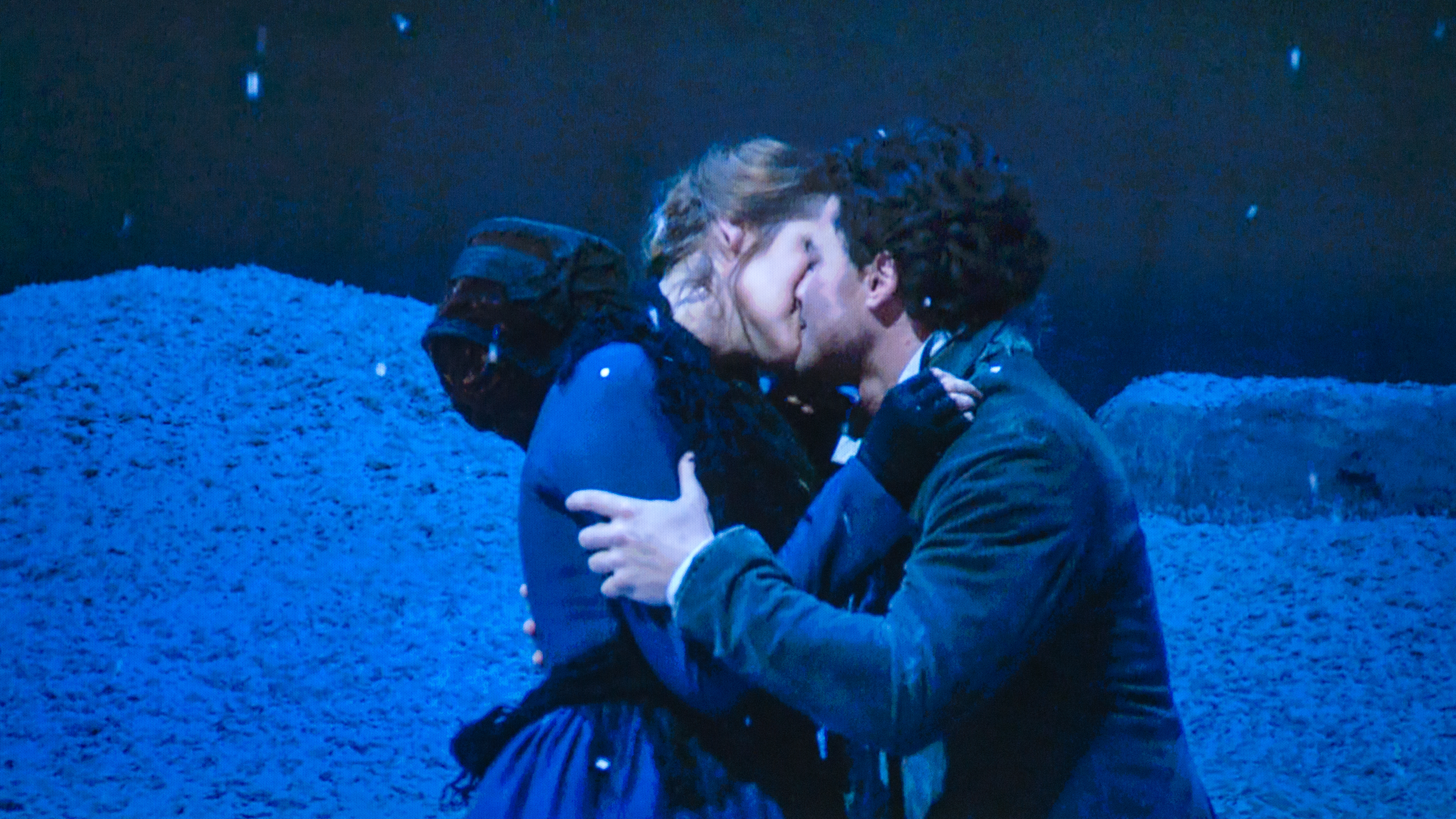
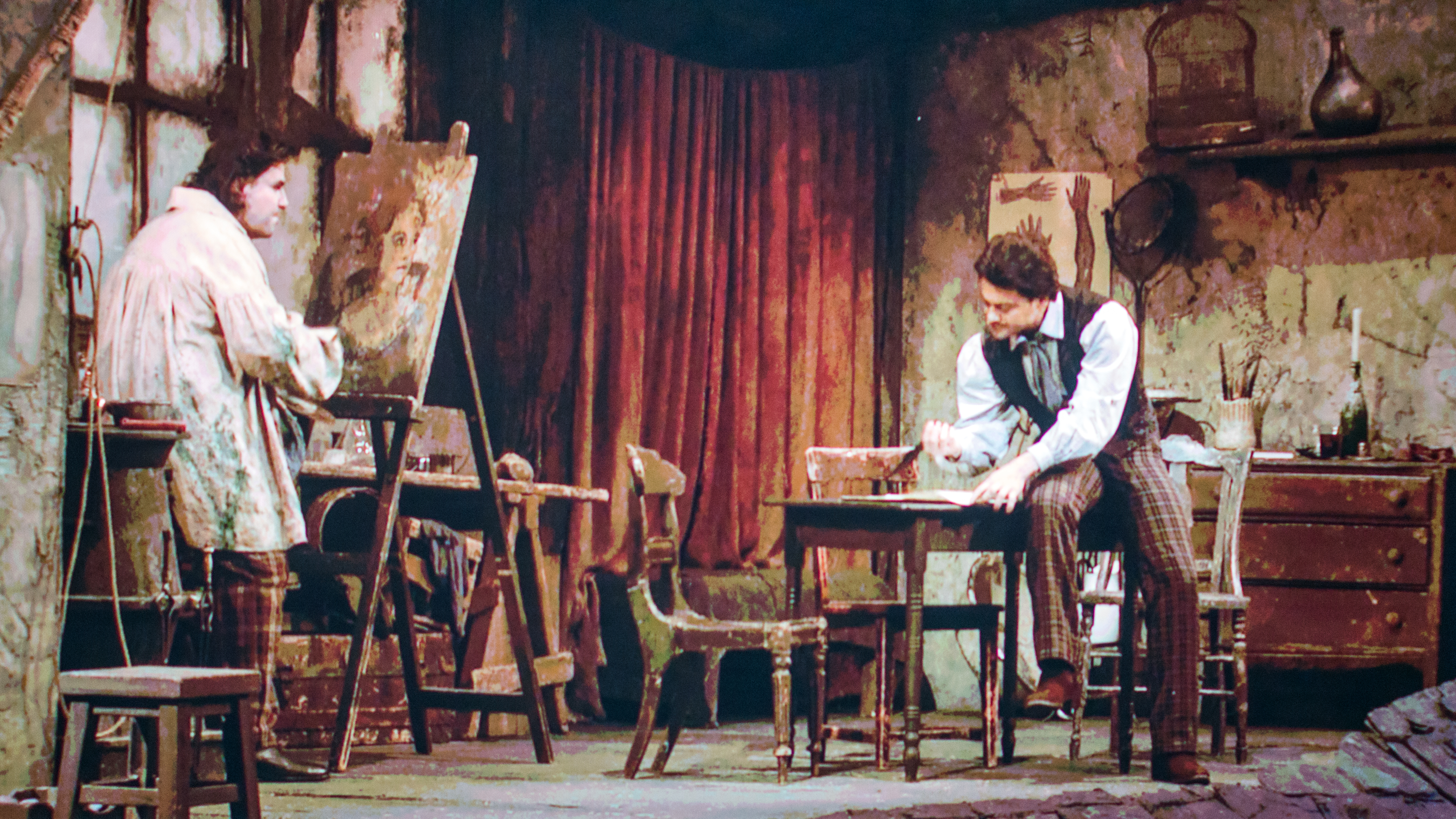
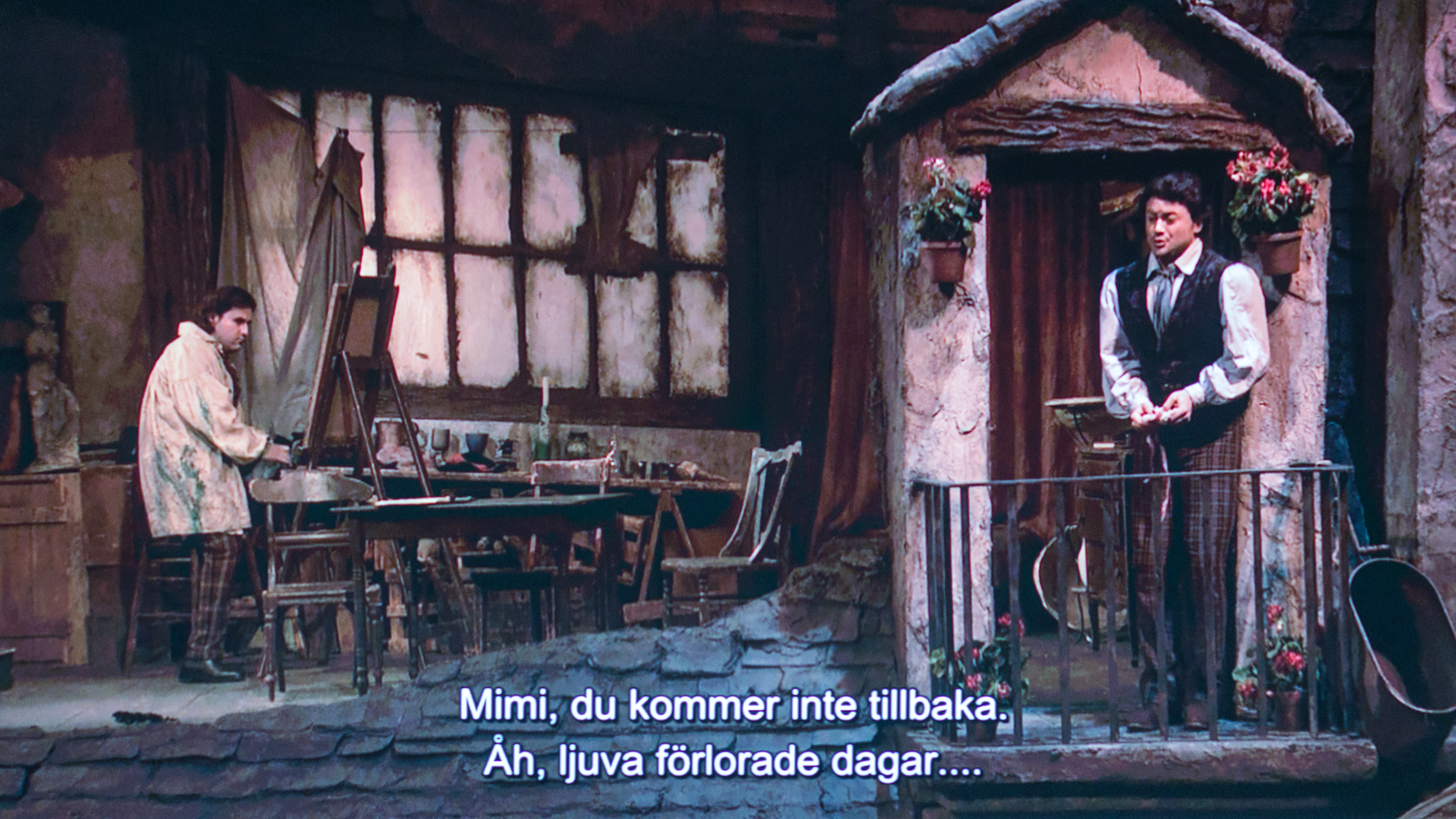
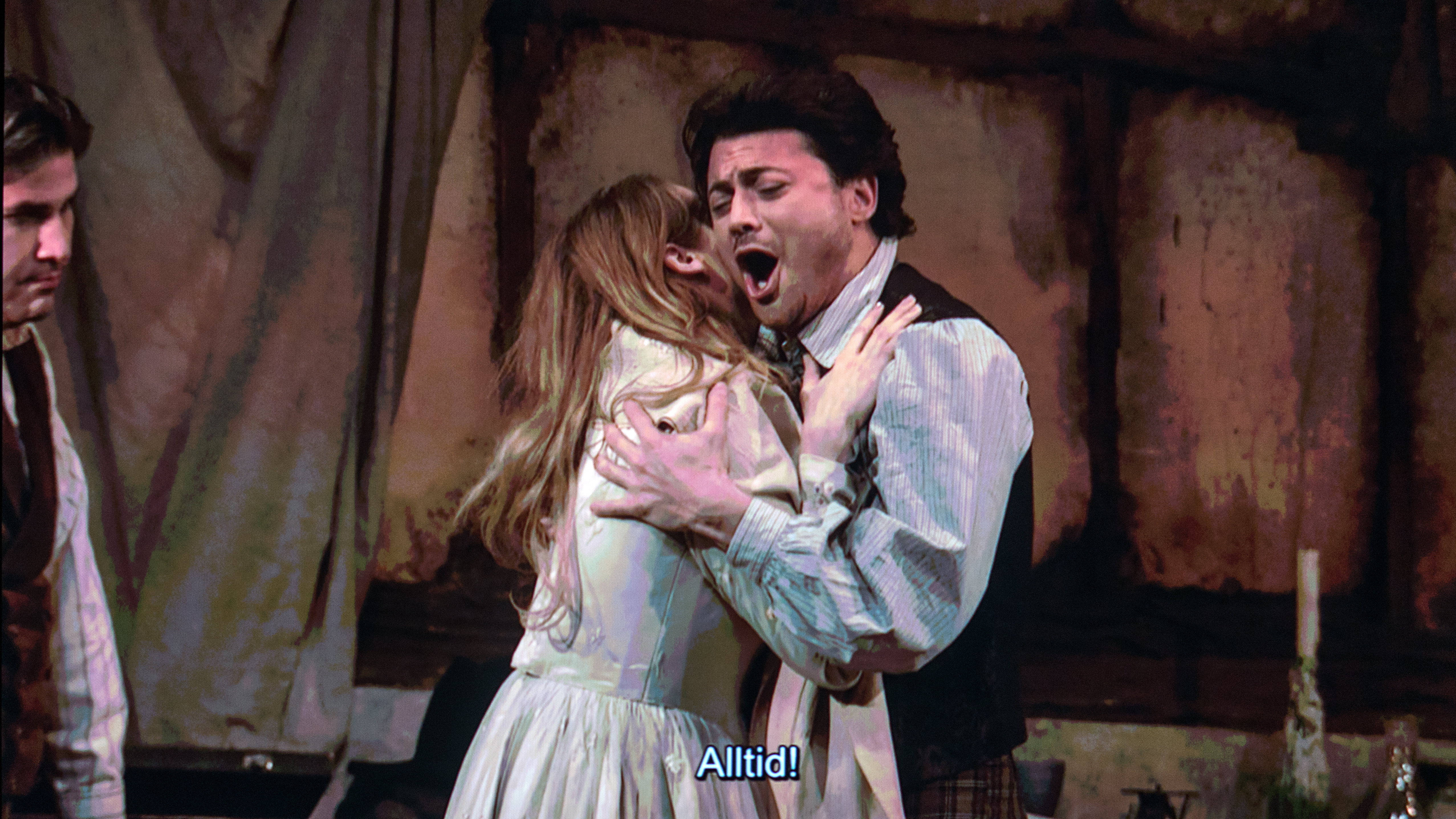
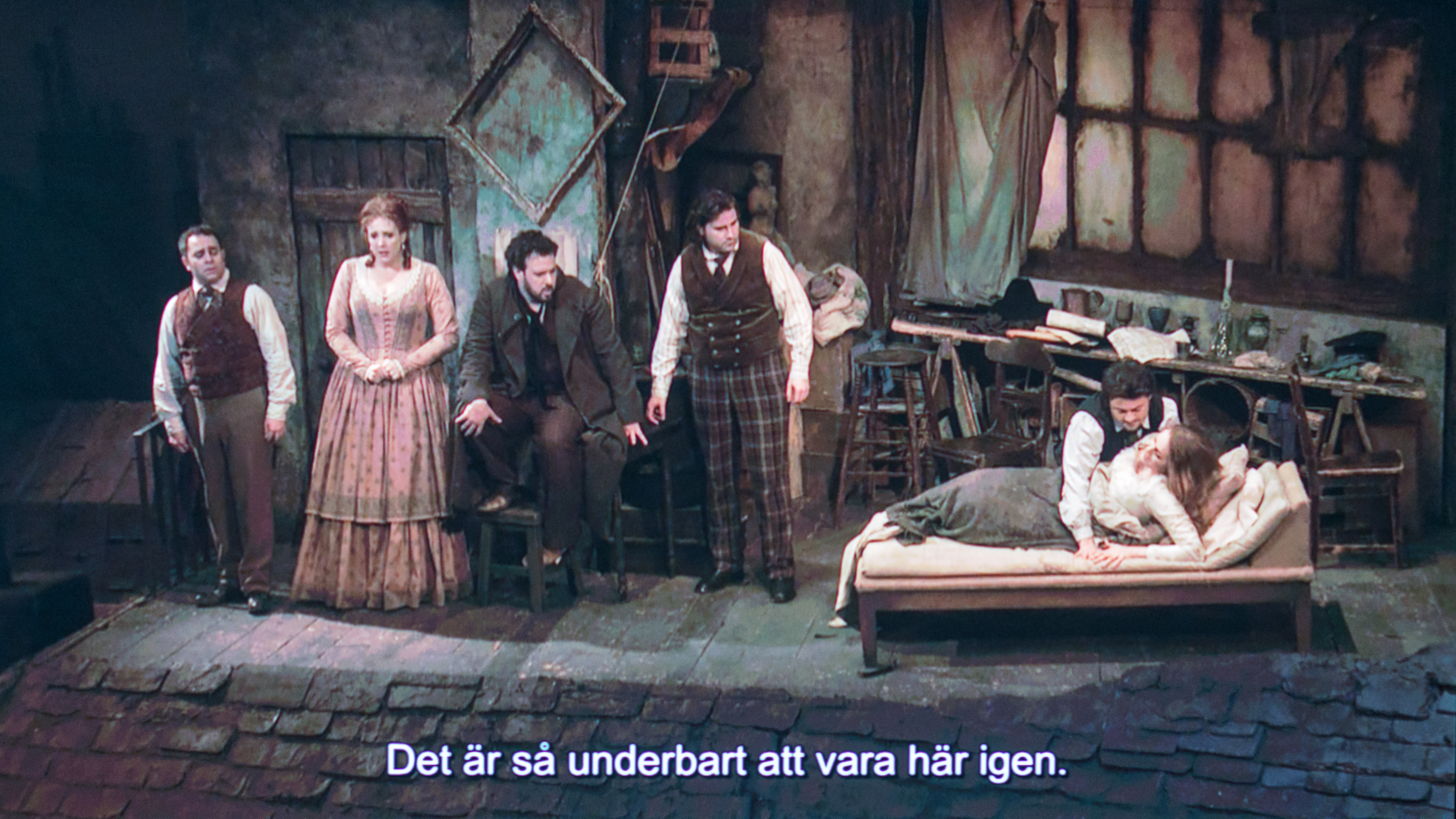
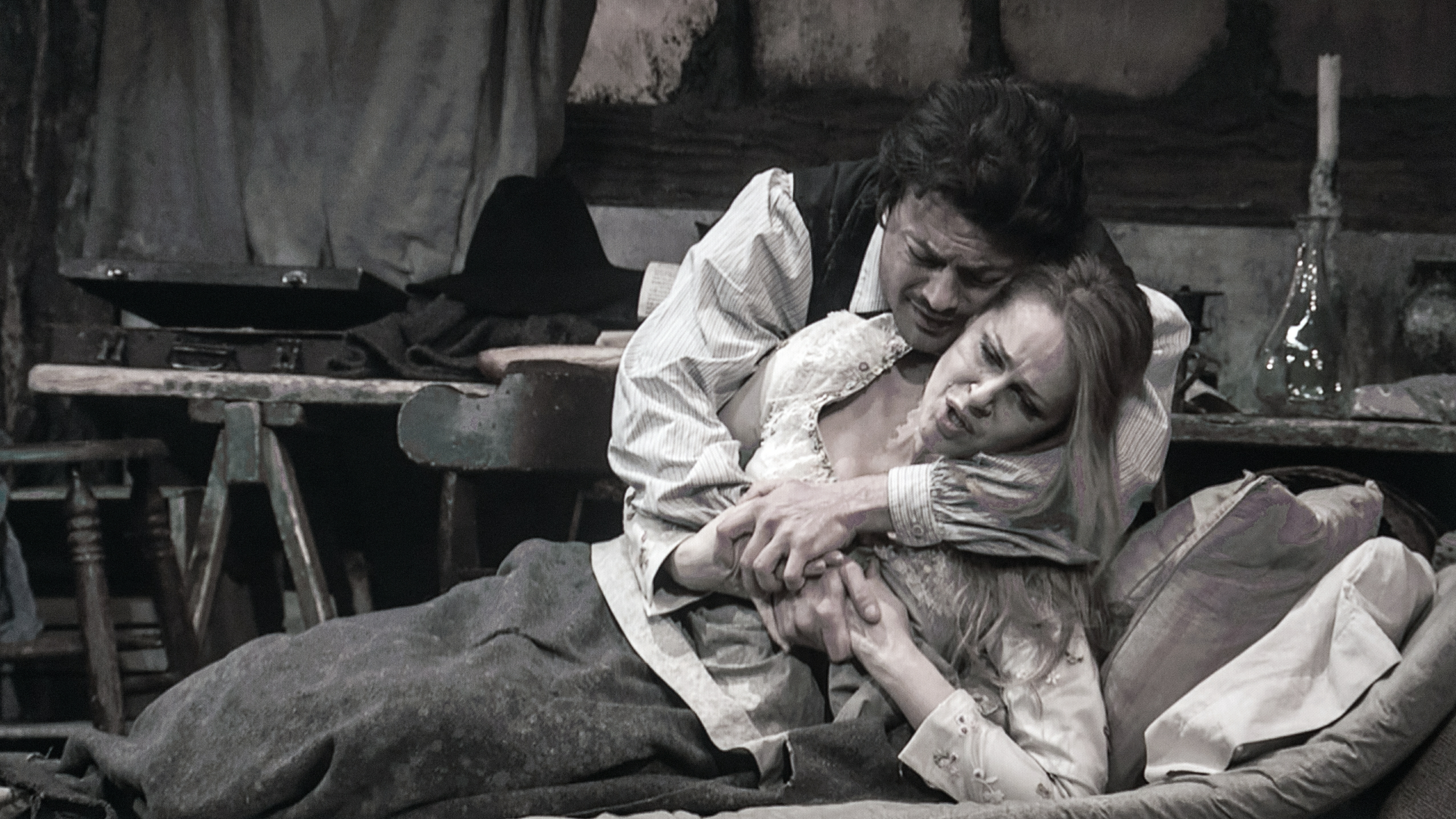
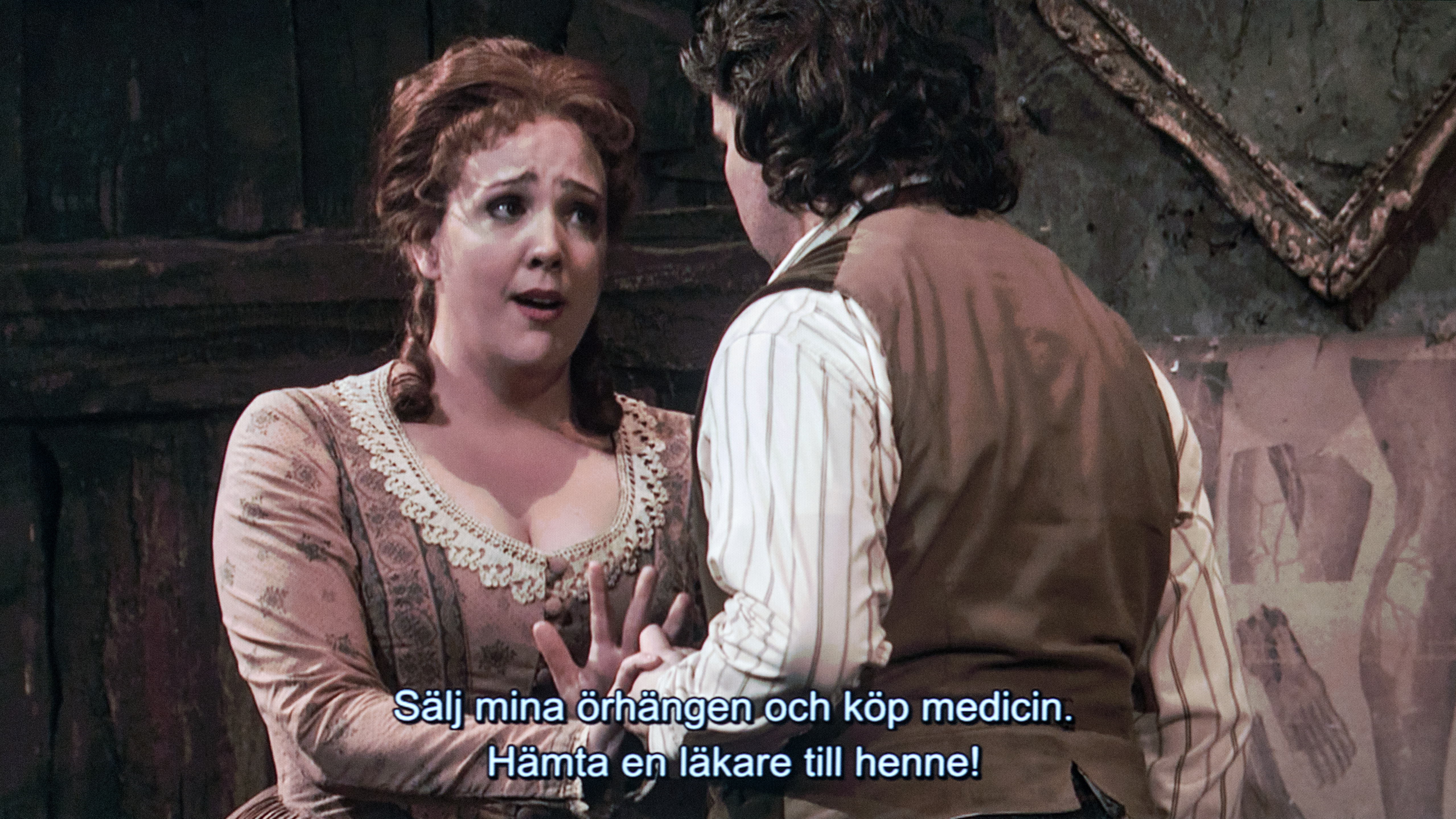
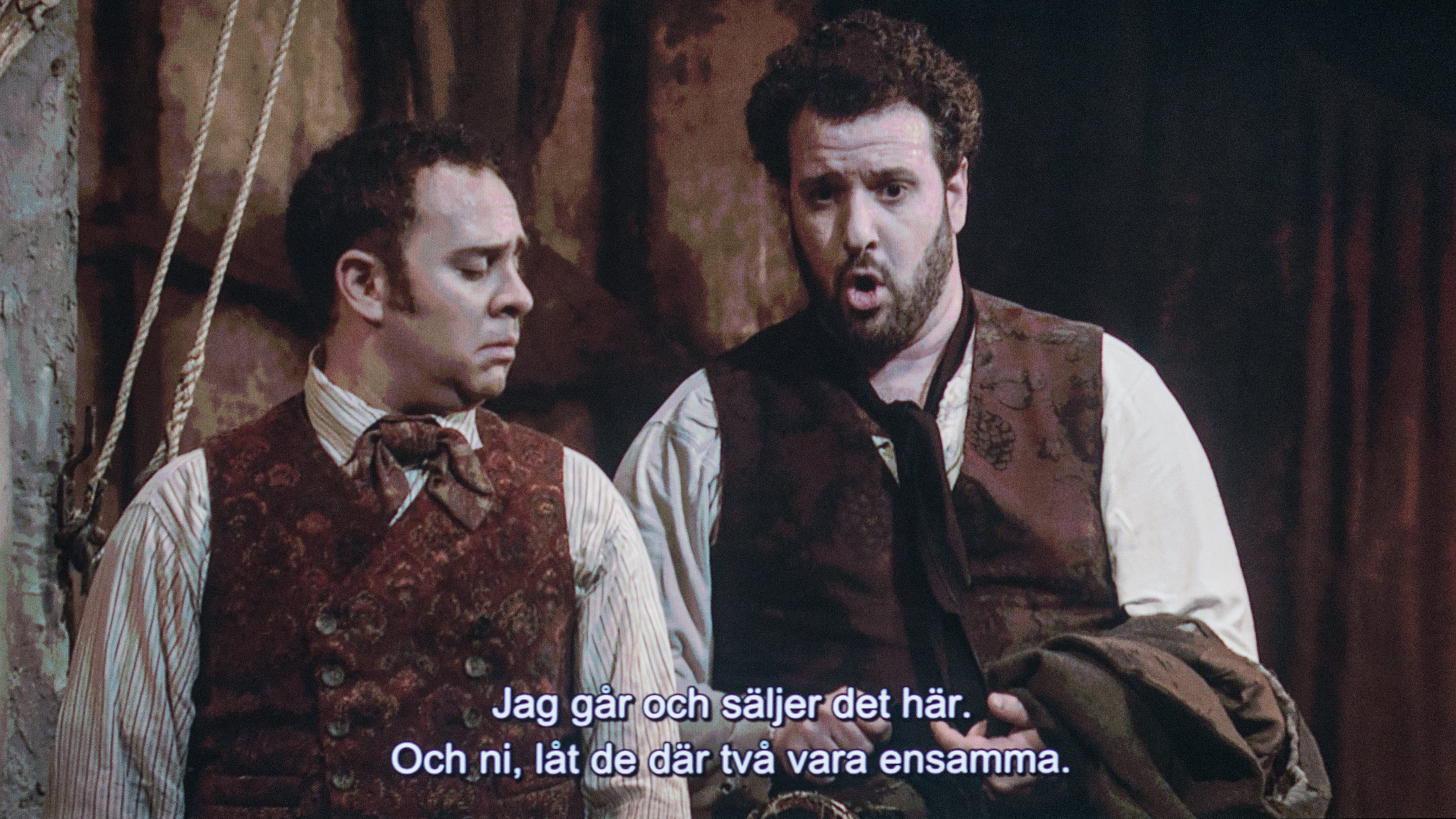
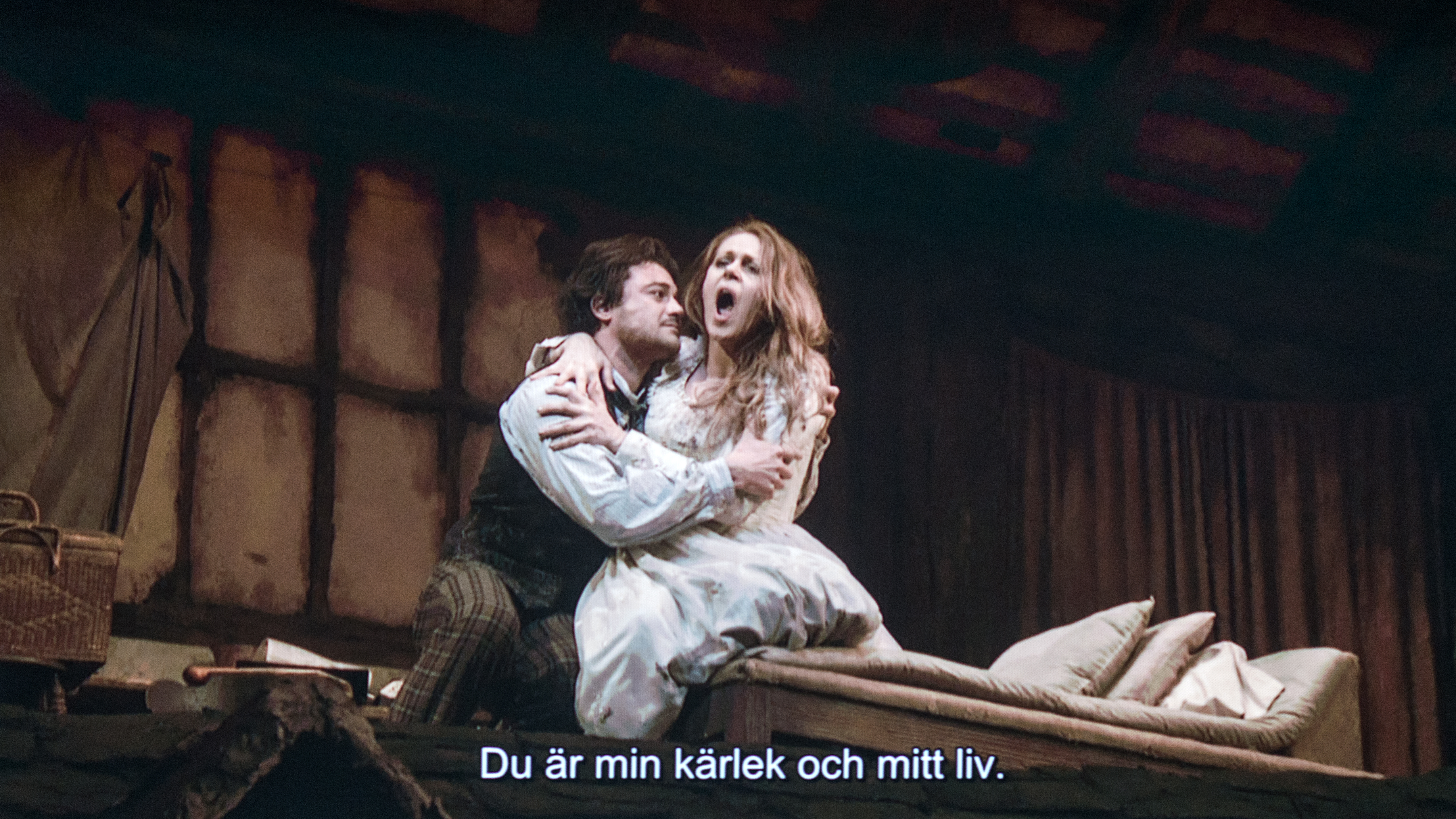
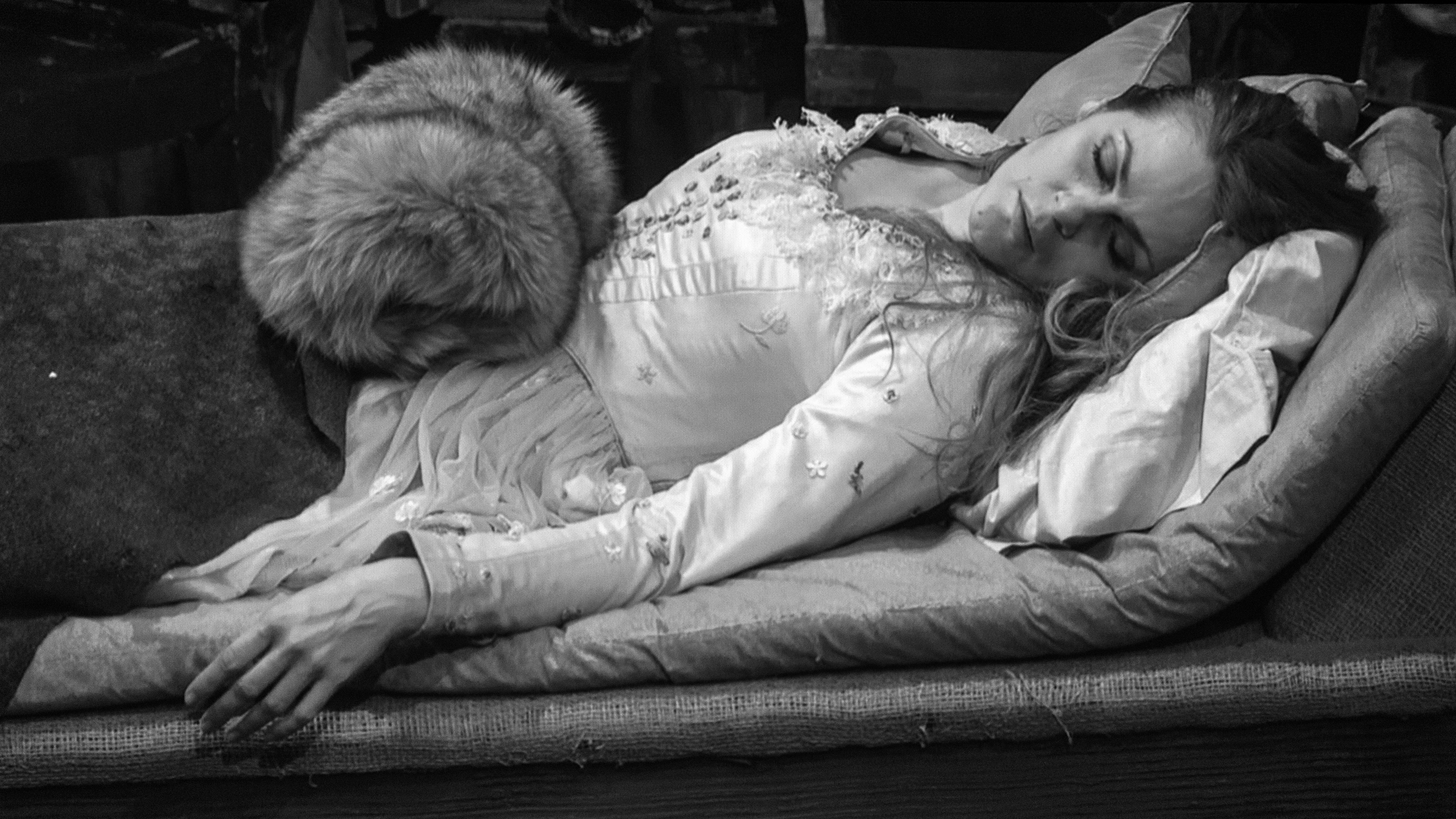
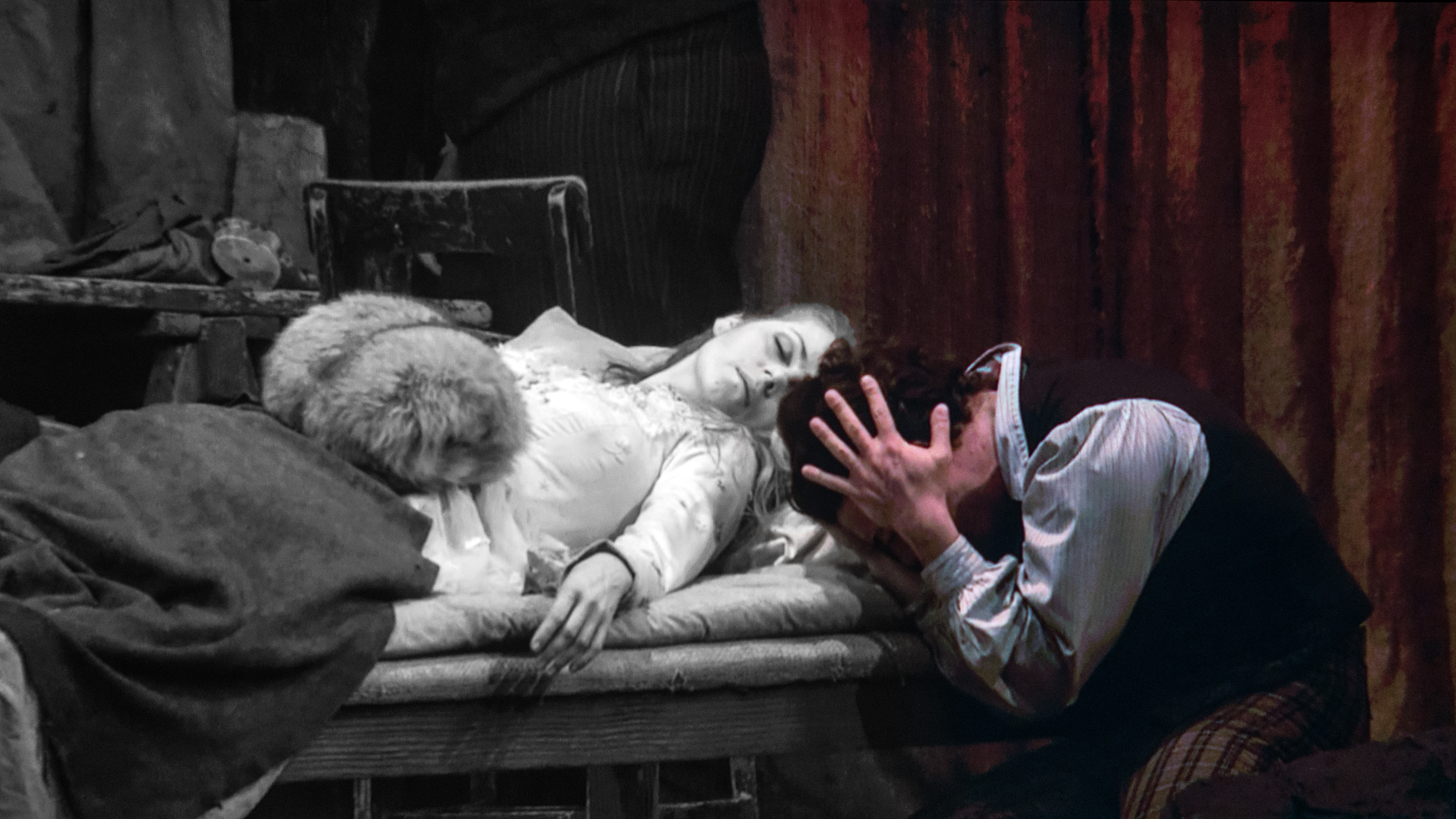
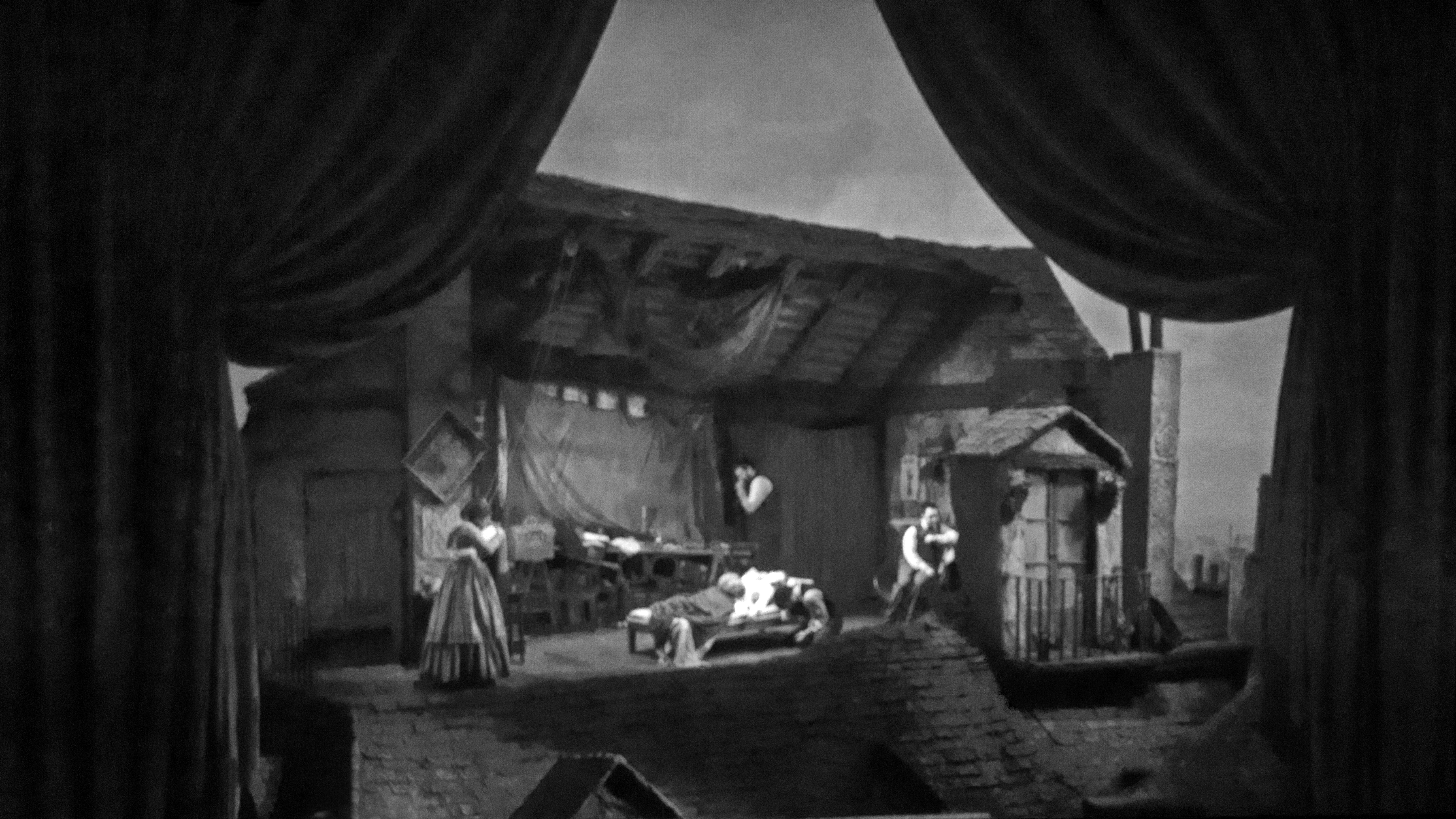

## Kända stycken
- Akt 1. Glädjetemat; Rodolphes aria (Så kall ni är om handen); Mimis aria (Man kallar mig Mimi, men mitt namn är Lucia); Kärleksduetten (O du ljuvaste flicka).
- Akt 2. Musettes valssång (Om jag allen en kväll går ut på boulevarden beundran jag väcker)
- Akt 3. Vintertemat; Mimis avsked (Farväl då morgonrodnad som fann mig omsider!)
- Akt 4. Marcelos och Rodolphes duett (Ack Mimi du är försvunnen, försvunnen med min lycka får jag ej dig se); Collines rockaria (Djupt i mitt hjärta det svider, du gamla rock jag burit, du lämnar mig omsider).

## Inspelningar (urval)
- La Bohème. Gheorgiu, Vargas, Arteta, Tézier, Luisotti. EMI DVD 2 17417-9. Inspelad 2008.
- La Bohème. Netrebko, Villazón, Cabell, Daniel. Barnkör, Bayerska radions kör och symfoniorkester. De Billy, dirigent. DG 477 6600. 2 CD. Inspelad 2007.[6]